# Drottning Kristina
Kristina Augusta ([krɪ²stiːna au̯ˈɡus.ta]; antog namnet Kristina Alexandra 1655), född 18 december 1626 i Stockholm i Sverige, död 19 april 1689 i Rom i Italien, var drottning av Sverige i egen rätt från 1632 till 1654, regerande från 1644. Under hennes regeringstid utkämpades stora delar av och avslutades trettioåriga kriget samt Torstenssons krig, vilka ledde till stora svenska landvinningar och ökad prestige. Kristina intresserade sig för kultur och lockade bland annat René Descartes och Claudius Salmasius till det svenska hovet. Hon abdikerade 1654 och konverterade till katolicismen, en stor skandal i samtiden, varefter hon slog sig ned i Rom, där hon under flera decennier kom att spela en framträdande roll i stadens kulturliv. Hon var dotter till kung Gustav II Adolf och drottning Maria Eleonora.

## De första åren
Kristina föddes i Stockholm den 7 eller 8 december (enligt g.s., 17 eller 18 december enligt n.s.) 1626 som dotter till den svenske kungen Gustav II Adolf och hans gemål Maria Eleonora av Brandenburg. Kristina själv beskriver sin födelse i sin självbiografi: "Jag föddes med segerhuva och hade allenast ansiktet, armarna och benen fria. Jag var luden över hela kroppen och hade en grov, stark stämma. Allt detta gjorde att mina jordemödrar, som tog emot mig, trodde att jag var en gosse." Förväntningarna på en arvprins hade varit extremt höga och det hade förberetts en prinssalut från kanonerna. Efter barnmorskornas felaktiga meddelande var det endast kungens halvsyster Katarina som personligen meddelade honom nyheten om en dotters födelse. Hon besökte kung Gustav ll Adolf med den nyfödda i famnen och lät honom med egna ögon se att barnet var en flicka. Han tog med glädje emot sin dotter. och sade: "Låtom oss tacka Gud, min syster. Jag hoppas, att denna flicka skall bliva mig så god som en gosse. Jag beder Gud, att han bevarar henne, eftersom han har gett mig henne." Modern, Maria Eleonora, blev däremot mycket besviken. Hon hade stora förhoppningar att äntligen föda kungen en son.  Hon hade före Kristinas tillkomst fött tre barn som dött i späd ålder.
I kraft av Norrköpings arvförening lät kungen redan 1627 ständerna erkänna Kristina som "rätta arvfurstinna och drottning" ifall han inte skulle få någon äkta son. Det var viktigt för Gustav Adolf att handla snabbt eftersom den polska grenen av Vasaätten fortfarande hävdade rätten till den svenska tronen.  
När Kristina var tre år gammal skildes hon från sin far, som hon aldrig mer skulle se. I ett brev den 4 december 1630 anförtrodde kungen sin dotter i rikskanslern Axel Oxenstiernas vård, ifall han skulle dö. Kungens död i Lützen den 6 november 1632, kort innan Kristina fyllt sex år, ledde till att hon då blev Sveriges drottning.

## Förmyndaråren

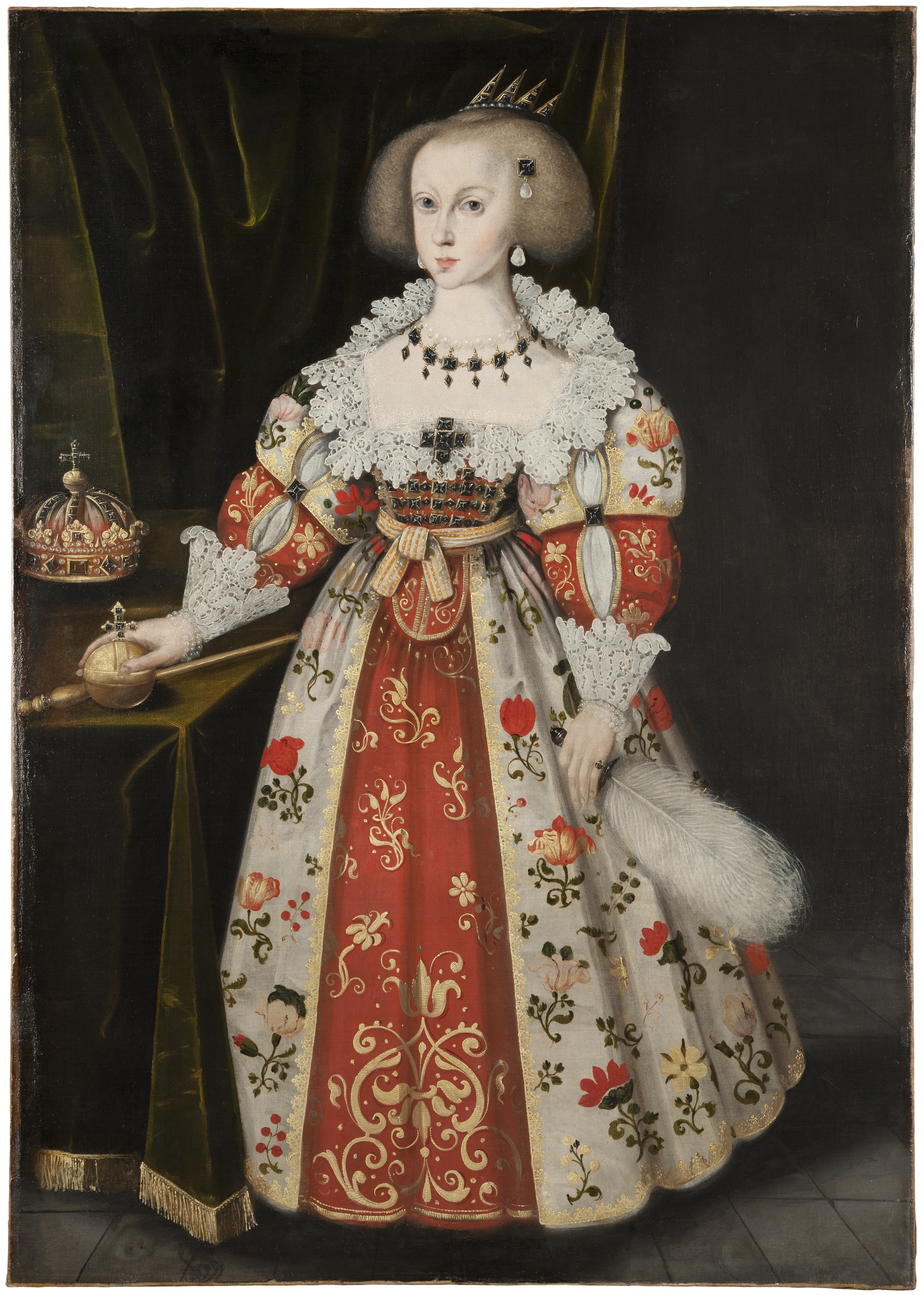
Kristina som barn.

Kristinas uppfostran som tronföljare var en riksangelägenhet. När hennes mor Maria Eleonora återkom till Sverige efter kungens död tilldelades hon till en början ansvaret för Kristina. Men Maria Eleonora uppfattades som otillräknelig och mentalt instabil efter kungens död. och därför bestämdes det vid 1634 års riksdag att förmyndare skulle ansvara för Kristinas uppfostran. På ett ständermöte följande år avgavs ett utförligt "betänkande och råd" i saken. Där fastställdes bland annat hur viktigt det var att Kristina inte bara uppfostrades till en god regent utan även till en rättrogen lutheran, att hon gavs rätt föreställningar om Sveriges regeringssätt och ständernas "villkor", och att hon fick en "god affektion" till rikets råd, ständer och undersåtar.
Efter rikskanslerns hemkomst 1636 togs steget fullt ut. Kristina skildes från Maria Eleonora och uppfostrades av sin faster, pfalzgrevinnan Katarina, som redan tidigare hade skött henne när kungen var bortrest. Katarina dog dock redan 1638. Året därpå fick både Christina Nilsdotter (Natt och Dag) och Ebba Mauritzdotter Leijonhufvud  tjänsten som fostermor eller "Upptuktelse-Förestånderska": dessa fick enligt riksrådets önskan dela på posten för att undvika att Kristina skulle fästa sig vid en enskild person. De hade rent formellt titeln hovmästarinna, men även denna funktion delades av riksrådet mellan Beata Oxenstierna och Ebba Ryning enligt samma princip.

### Skoltiden

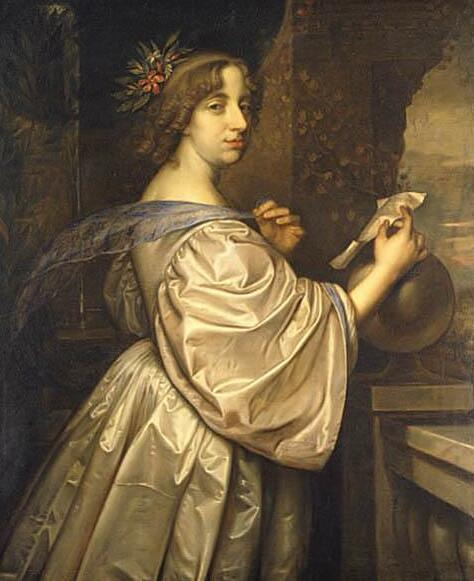
Drottning Kristina och de fyra elementen. 1650. Målning av den nederländske hovmålaren David Beck. Nationalmuseum.
Klotet symboliserar jorden, den blå slöjan är luften, en fontän i bakgrunden är vattnet. Kristina själv med blommor i håret är elden.

Ledare för Kristinas studier var hovpredikanten och sedermera biskopen Johannes Matthiæ Gothus. Han hade utsetts till Kristinas lärare av Gustav II Adolf. Utnämningen skedde en kort tid före kungens död. Biskopen undervisade Kristina i språk, teologi och filosofi. Hon hade lätt för att lära sig, speciellt språk. När hon var tjugo år gammal talade och skrev hon latin, franska, tyska och holländska. På egen hand lärde hon sig grekiska, italienska och spanska. Redan som barn visade hon motvilja mot alkoholdrycker i allmänhet. Denna inställning, som hon behöll hela livet, väckte förvåning eftersom alkoholdrickande var mycket utbrett i Sverige vid den här tiden. Hon intresserade sig mer för idrotter än för handarbeten.
När Kristina var tolv år började Axel Oxenstierna undervisa henne i statsangelägenheter. "Jag hade", skriver hon, "ingen annan lektion och ingen lek eller annan förströelse, som jag icke med glädje lämnade för att få lyssna till hans ord. Vi tillbringade ofta tre, fyra eller flera timmar med varandra." Den kvinna som trots allt stod henne närmast var faster pfalzgrevinnan Katarina och hon avled i december 1638, då Kristina var tolv år. Kristinas nya guvernant blev då Axel Oxenstiernas syster Elsa Gustafsdotter Oxenstierna (1589–1651), som var gift med riksmarskalken Åke Axelsson (Natt och Dag). Då Kristina var tretton år rymde modern plötsligt ur landet och slog sig ner hos arvfienden Danmark, sedan i Brandenburg, som just då var i krig med Sverige. Hon blev därefter helt ensam, hon som växt upp utan riktig kärlek från någon. Redan som barn fick hon ta emot främmande sändebud, och som fjortonåring började hon få jämna underrättelser om regeringsärendena. 1643, när Kristina var sexton år gammal, började hon regelbundet att gå på riksrådets sammanträden. Kristina uppfostrades som en pojke, till att bli kung. Då Kristina fyllde 18 år den 8 december 1644 blev hon myndig och regerande drottning. Riksrådet slog fast detta, eftersom "Hennes Majestät är en kung måste hon manligen respekteras".

### Myndig
När drottningen började bli tillräckligt gammal för att ta över regeringsmakten blev stämningen orolig. Inom de högsta kretsarna rådde en mer eller mindre dold opposition, som samlade sig kring det pfalzgrevliga huset, mot det oxenstiernska inflytandet. Präster och borgare tyckte illa om adeln, och bönderna var missnöjda med de tunga skatterna och att jord gått som förläningar till adeln. Ingen sammanhållning fanns mellan stånden och därför var förslagen till hur regeringssättet skulle ändras dåligt genomarbetade och de saknade enkelhet i sitt praktiska genomförande. På grund av detta kom man överens om att få drottningen myndigförklarad så fort som möjligt. Det skedde på en riksdag i Stockholm mot slutet av 1644.
Den kungaförsäkran som Kristina fick avge blev i själva verket mindre bindande än Gustav II Adolfs och hon bekräftade inte heller 1634 års regeringsform. Både under Kristinas ungdomsår men även i vuxen ålder vistades hon mycket på Kungsgården (Kungsudden) i Kungsör i Västmanlands län, där hon flitigt ägnade sig åt bland annat ridning och upprättade en egen ridbana som ser ut som en cirkelformad labyrint och som hon kallade för Rundelborg men som i folkmun än idag benämns som Drottning Kristinas ridbana. Drottningen vistades också långa perioder i Kungsör för att slippa undan de svåra pestepidemier som härjade i Europa under större delen av 1600-talet.
I stadsdelen Stora mossen i Bromma i Stockholms län, ovanför Stora mossens tunnelbanestation, finns ett kvarter som enligt en lokal tradition kallas Drottning Kristinas källa, som har fått sitt namn efter drottningen. Där finns en gammal trefaldighetskälla, även kallad Trefaldighetskällan (RAÄ 117), som är en hälsokälla vid Grävlingsvägen 39. I en gammal sägen berättas det att hon en gång under ett besök på Ulvsunda slott skulle ha stannat vid denna skogskälla och svalkat sig.
I Svartsjö slottspark på Färingsö i Ekerö kommun står Drottning Kristinas lind (Svartsjö slott) i den tidigare barockträdgården öster om slottet. Kristinas lind är nästan 400 år gammal och räknas till en av Sveriges äldsta, levande parklindar.
Vid Grönsö slottspark i Enköpings kommun står en parklind, Drottning Kristinas lind (Grönsö slott), som planterades 1623 av änkedrottning Kristina, mor till Gustav II Adolf. Linden är mångstammig och i dåligt skick. Drottning Silvia planterade 2003 en ny lind, som är en genetisk kopia av den gamla. 
Vid Stallmästaregården i Solna, nära Hagaparken, kallas den lövsal som bildas av ett åttkantigt lusthus med tillhörande 1700-talslindar för Drottning Kristinas lövsal.

## Regeringsåren

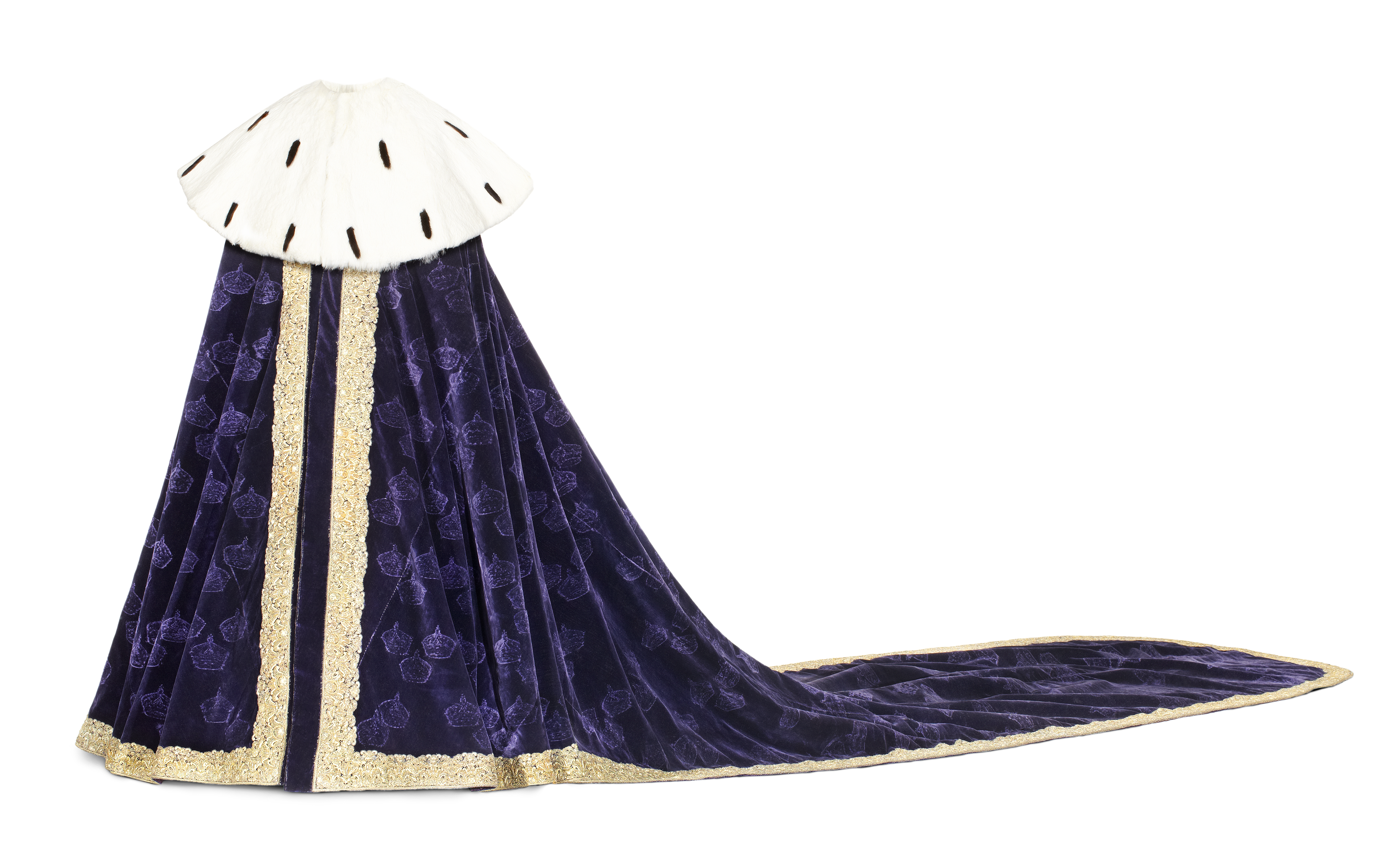
Kristinas kröningsmantel av purpurfärgad sammet. Finns på Livrustkammaren.

Porträtt av drottning Kristina, tillskrivet David Beck (1621–1656), utförd cirka 1647–1651.

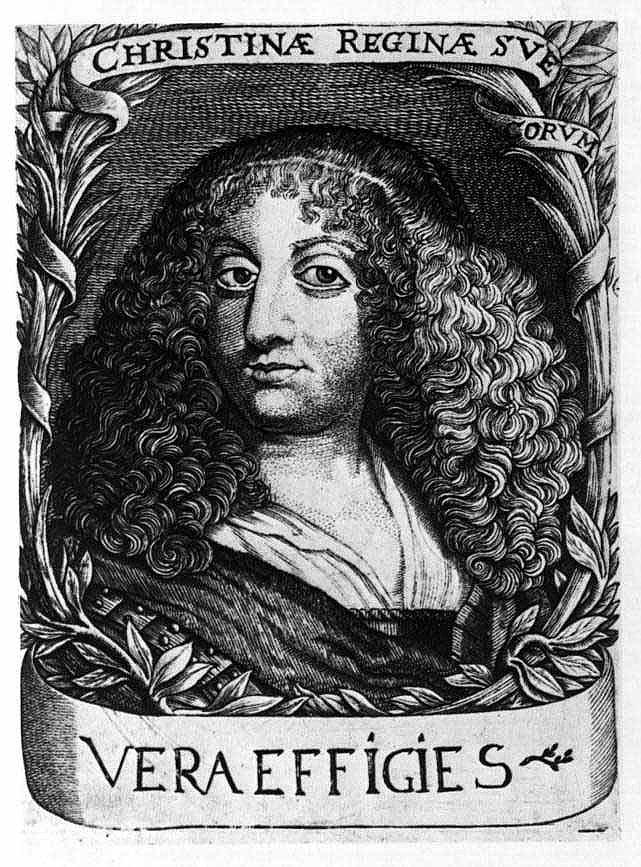
Drottning Kristina, gravyr av Quillet.

Drottning Kristinas kröningssadel med guld och pärlor, broderad i Frankrike och monterad i Sverige 1650. Finns på Livrustkammaren.

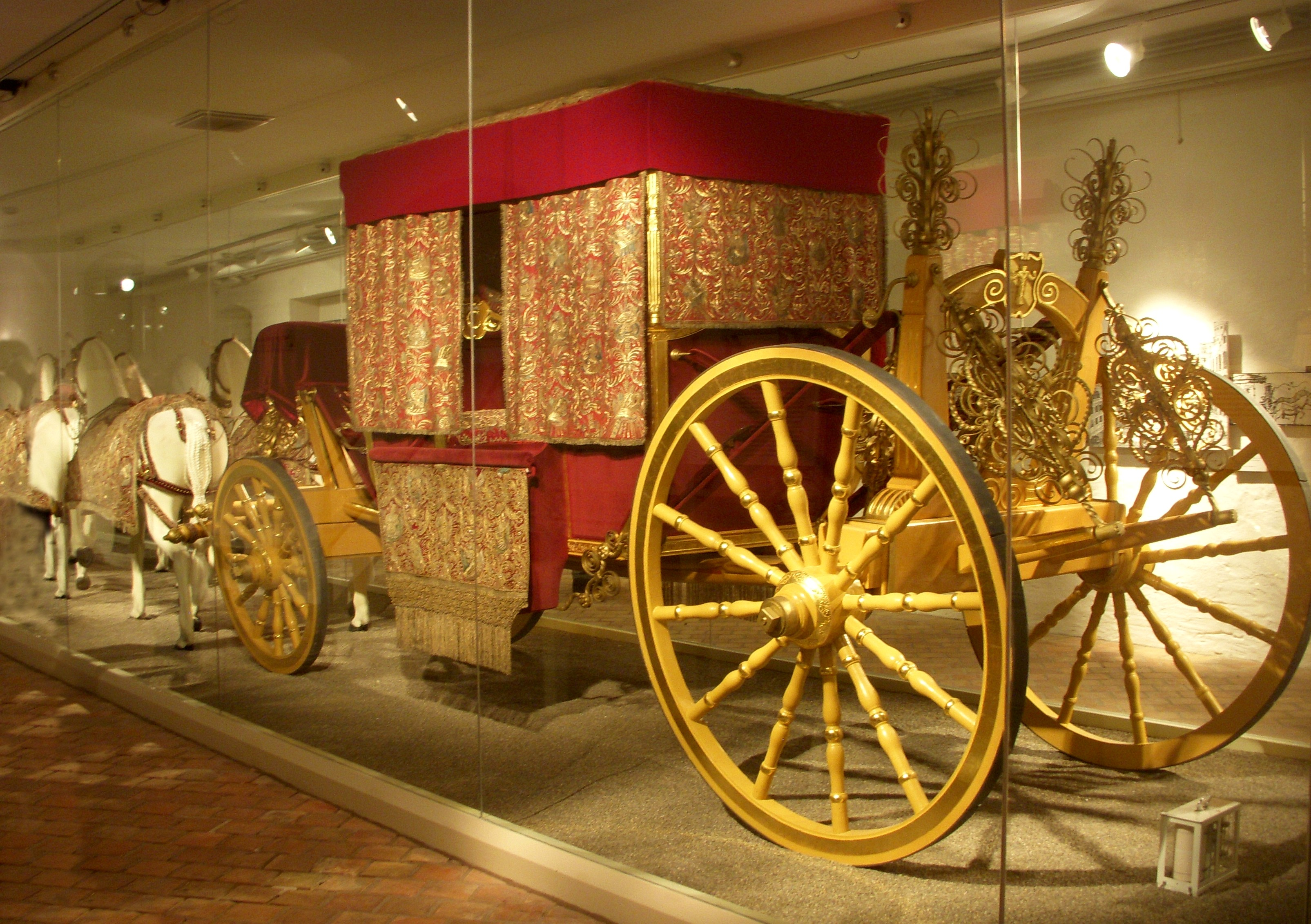
Drottning Kristinas kröningsekipage (rekonstruktion) står i Museet för drottning Kristinas kröningsekipage på Ulriksdals slott.

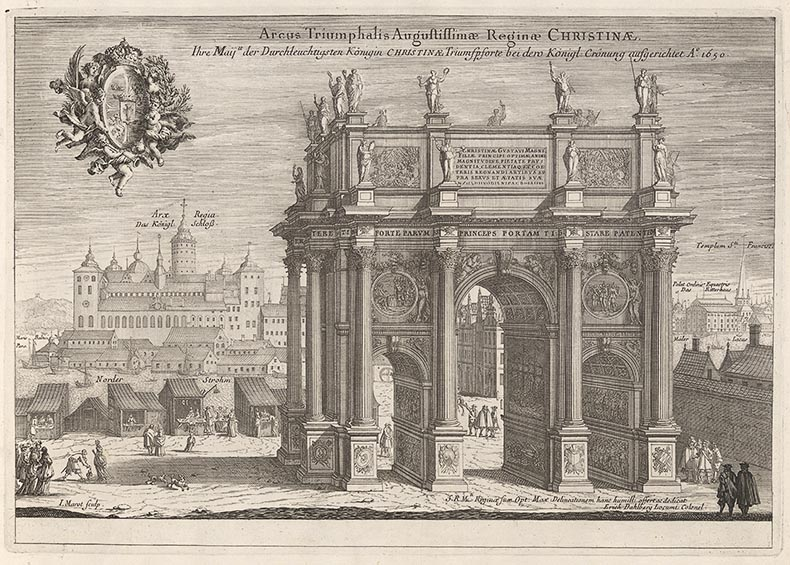
Triumfbåge uppförd till drottning Kristinas kröning. Suecia antiqua et hodierna.

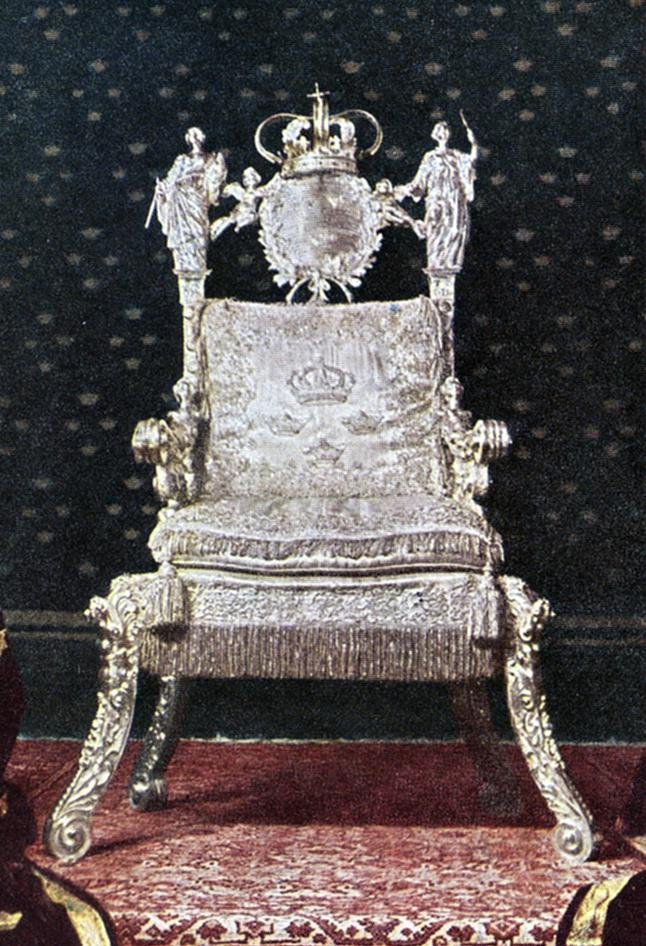
Drottning Kristinas silvertron (1982).

Kristina övertog regeringen den 8 december 1644. Vid denna tid deltog Sverige fortfarande i det trettioåriga kriget. Det danska kriget hade tagit ett mer gynnsamt förlopp än väntat, och från den tyska krigsskådeplatsen kom inte längre några budskap om nederlag.
Kristina ägnade sig till en början ivrigt åt regeringsgöromålen. Hon ville regera själv, vilket gjorde att hon snart kom i konflikt med den gamle rikskanslern Oxenstierna. Han förbigicks på ett tydligt sätt och drog sig ibland tillbaka från regeringsbestyren. Onåden sträckte sig även till hans söner. Kristina vann en stor framgång mot hela det oxenstiernska partiet när hon 1648 genomdrev utnämningen av den lågbördige Johan Adler Salvius till riksråd. Även om rikskanslern aldrig återfick sitt tidigare inflytande blev hans förhållande till drottningen bättre igen, och hans åsikter fick åter betydelse, särskilt inom utrikespolitiken.
Den 20 oktober 1650 kröntes Kristina till svensk kung i Storkyrkan i Stockholm. Akten pågick mellan klockan tolv och klockan fyra. Greven Jakob de la Gardie bar rikssvärdet. Inför kröningen hade gunstlingen Magnus Gabriel de la Gardie låtit tillverka en silvertron som han skänkte till drottningen. 
Under tiden hade man börjat tala om drottningens personliga gunstlingar. Den förste och ryktbaraste var Magnus Gabriel De la Gardie. Kristina blev förtjust i honom och överhopade honom med ynnestbevis. Diplomaterna hävdade att hon verkligen var förälskad i honom, tills hon slutligen för att få slut på skvallret påskyndade hans giftermål med Kristinas halvkusin, pfalzgrevinnan Maria Eufrosyne. På själva regerandet hade han sannolikt inte något större inflytande, och han föll till sist i onåd hos Kristina. Mot slutet av drottningens regeringstid blev Clas Tott upphöjd till gunstling, men han utövade i ännu mindre grad något politiskt inflytande.
Drottning Kristina var en stor beundrare av den persiske storkungen Kyros den store (II). Ytterligare en historisk person som Kristina beundrade var Alexander den store.

### Intresset för kultur och vetenskap

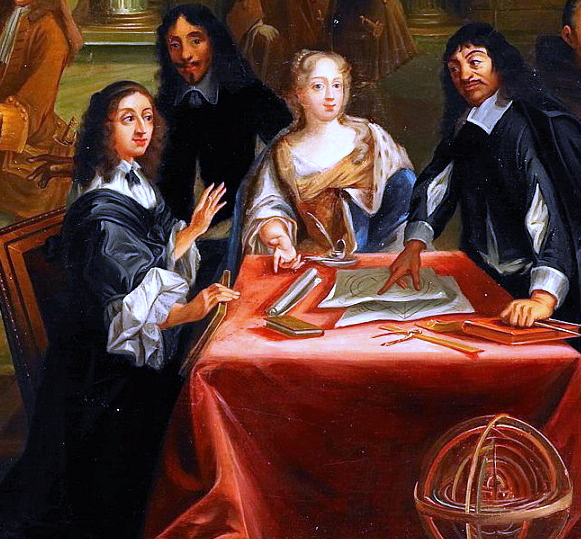
René Descartes i samtal med drottning Kristina. Målning av Pierre Louis Dumesnil.

Porträtt av Drottning Kristina. Abraham Wuchters, 1661. Replik. Finns på Skoklosters slott.

Kristinas intresse för politik hade stark konkurrens av intresset för konst och vetenskap. Kristina samlade på konstverk, böcker och handskrifter. Den tysk-romerske kejsaren Rudolf II:s konstkammare, ett krigsbyte från Prag, flyttades till slottet Tre Kronor, och drottningens bokuppköpare reste runt i Europa.
Lärda män från olika länder reste till Sverige. Det gäller till exempel nederländarna Isaac Vossius och Nicolaas Heinsius, fransmännen Claudius Salmasius och Samuel Bochart, tyskarna Johannes Schefferus, som 1647 tilldelades den skytteanska professuren vid Uppsala universitet, Hermann Conring, Johan Henrik Boeclerus och Kristian Ravius. Den främste bland dem var René Descartes, som dock drabbades av influensa och avled inte långt efter sin ankomst.
Georg Stiernhielm och Olof Rudbeck hörde till Kristinas skyddslingar. De lärda höll ibland sammanträden på slottet Tre Kronor, och man talade om en akademi. Men främlingarna var illa sedda i Sverige. De trakasserade varandra, och det visade sig snart att drottningen inte hade råd att hålla dem kvar i Sverige. De utlovade pensionerna betalades inte ut, och det fattades snart pengar till att betala drottningens bok- och handskriftsköp. Andra omständigheter bidrog också till att de flesta av de lärda främlingarna, efter ett par år, lämnade Sverige.

### Karl Gustav blir tronföljare utan giftermål
När ständerna 1604 antog bestämmelsen om kvinnlig tronföljd, skedde det under förutsättning att en ogift drottning då snarast skulle gifta sig för att ätten skulle fortleva. Kristina hade också tidigt blivit föremål för giftermålsplaner. Hennes far, Gustav II Adolf, hade en gång tänkt på en förbindelse mellan dottern och den dåvarande kurprinsen i Brandenburg, sedermera kurfursten Fredrik Vilhelm. Förhandlingar om frågan bedrevs också verkligen, men avbröts definitivt 1646. Själv hade Kristina och hennes kusin Karl Gustav hyst ett visst intresse för varandra. Ständerna blev allt enträgnare i att hon skulle gifta sig. Hon tvingades 1647 avge en sorts förklaring, att hon skulle tänka på hertig Karl, men hennes verkliga planer gick i en annan riktning.
I juli 1647 blev drottningen attackerad av prästen Christoffer Presbeckius i Storkyrkan. Prästen, som beskrivs som "sinnesförvirrad", hade beväpnat sig med knivar och en värja och försökte tränga sig fram till Kristina. Han stoppades och avväpnades snabbt. Presbeckius hade tidigare skickat brev till drottningen där han varnade henne för dryck, mat och mediciner.
Under 1649 aktualiserades äktenskapsfrågan. Kristina meddelade rådet sitt beslut att göra sin kusin Karl Gustav till sin efterträdare utan att ingå äktenskap. I rådet angav hon sina skäl att inte gifta sig. Hon menade att det väl inte var så svårt att förstå "at H.M:s ögon och näsa sittia alt för högt till att gifva sigh under mans våldh i then stat H.M:t nu står och är uthi". Kristinas höga status och maktposition skulle alltså gå förlorad om hon gifte sig med en man. Giftermålsfrågan togs återigen upp på riksdagen 1649, då nya påminnelser gjordes om hennes giftermål, och livliga överläggningar ägde rum dels med rådet, dels med ständernas utskott. Kristina genomdrev sin vilja, och Karl Gustav utkorades till tronföljare. Steget togs fullt ut vid Kristinas kröningsriksdag i Stockholms storkyrka 20 oktober 1650, då ständerna utsåg honom till arvfurste. Problemet var dock att Karl Gustav själv var ogift och saknade avkommor, vilket också rådet diskuterade. Deras önskan var att Karl Gustav skulle gifta sig så fort som möjligt.

### Kristinas kröning 1650
Kristinas kröning hade diskuterats under flera år, sedan hon blev myndig 1644. Rådet och drottningen beslutade sig för att skjuta upp den till efter fredsförhandlingarna 1648. Under 1649 intensifierades diskussionerna inför kröningen. Axel Oxenstierna, Magnus Gabriel De la Gardie och Hans Wachtmeister tycks tillsammans med drottningen ha varit de mest aktiva. Rådet och drottningen planerade länge att kröningen traditionsenligt skulle hållas i Uppsala. I slutet av maj bestämde de sig för att förlägga den till Stockholm. Rådsherrarna oroade sig för gemene mans vidskeplighet beträffande bytet, men Kristina menade att "det ena rumet är Gudh så kiert som det andra". Storkyrkan gjordes i ordning för kröningsceremonin och tre dagar före kröningen i kyrkan samlades alla i Ulriksdal för att starta kröningsprocessionen in mot staden. På själva kröningsdagen skedde en mindre procession från slottet via Järntorget till Storkyrkan.
Ceremonin i kyrkan pågick i fyra timmar. Den byggde på ceremonielet från Erik XIV:s kröning. Kristina mottogs vid kyrkporten av ärkebiskopen som traditionsenligt hälsade regenten med "Wälsignat wari han som kommer j Herrans nampn". Biskopen av Strängnäs, Johannes Mattiae, höll predikan. När det var dags för själva kröningen steg Kristina upp från tronen och gick fram till altaret, där hon ikläddes manteln. Sedan föll hon på knä och svor eden med handen på Bibeln. Efter detta smordes hon med helig olja och blev därmed regent av Guds nåde. Kristina tog därefter plats på silvertronen för att tilldelas regalierna – ärkebiskopen satte kronan på Kristinas huvud och sedan fick hon spiran, äpplet, nyckeln och slutligen svärdet. När Kristina tilldelats regalierna trädde en härold fram och utropade: "Nu är drotning Christina Crönter Konung öfuer Swea och Götha Landom och dess Underliggiande Provincier, och ingen annan". Därefter utsågs Karl Gustav till tronföljare och alla svor trohetseder varpå deltagarna lämnade kyrkan. Kristina åkte i triumfvagn till slottet med kronan på huvudet och äpplet och spiran i händerna. Under uttåget kastade räntmästeraren silvermynt till folket och skott avlossades från örlogsskepp på strömmen. På kvällen hölls kröningsfest både på slottet Tre Kronor och ute i staden. Nu följde en rad gästabud, "upptåg", fyrverkerier och andra nöjen. På Stortorget serverades en helstekt s.k. kröningsoxe åt folket, och vin flödade ur flera fontäner. Folket drack och slagsmål utbröt. En natt "funnos döde människor, ihjälslagne på gatorna här och där till 10 stycken", skrev en präst från Västergötland, som också var riksdagsman. I Livrustkammaren finns bland annat Kristinas kröningsmantel bevarad.

### Oro i landet
1650 års riksdag ställde också drottningen inför svåra inre samhällsproblem. De ofrälse stånden protesterade mot adelns privilegier och mot godsavsöndringen. Hon gillade vissa av de ofrälses yrkanden, men tillkännagav vid ett sammanträde med ett utskott av de ofrälse att en reduktion var omöjlig. Hon förklarade sig emellertid villig att enskilt mottaga deras protest mot godsavsöndringen och deras yrkanden i övrigt.
De sociala missförhållandena försämrades snabbt under Kristinas regeringstid. Genom förläningar och frälseköp växte adelns jord så pass mycket att den slutligen utgjorde mer än halva riket. Under sina tio år vid makten mer än fördubblade Kristina också antalet adliga ätter i Sverige. En ny adelsman i veckan var det ungefärliga medeltalet. Bland de många personer som adlades fanns Kristinas egen hovskräddare, som fick namnet Leijoncrona. Antalet grevliga och friherrliga ätter växte till sex gånger så många som förut. Alla nya innehavare av sådana värdigheter skulle förses med grev- och friherrskap. Det blev ett sådant förlänande att drottningen till slut inte kunde hålla reda på vilka gods som blivit bortskänkta och vilka som kronan ännu hade kvar. Hon måste för säkerhets skull sätta ut i gåvobreven om godsen: "Såvida de ingom androm av Oss för detta bebrevade [genom förläningsbrev bortskänkta] äro."

### Häxprocesser
Häxprocesser var ovanliga under drottning Kristinas regeringstid. År 1648 hölls den principiellt viktiga processen mot Olof Månsson, som slutade med en mild dom. Vintern 1649 gav hon order om att den påbörjade häxprocessen i den svenska provinsen Bremen-Verden i Tyskland skulle upphöra för att den inte skulle utveckla sig till en massprocess. Det förekom dock dödsstraff även vid trolldomsfall under denna tid. År 1650 hade två gamla kvinnor från Umeå erkänt att de rest till Blåkulla och använt trollkatter för att mjölka andras kor och dömts till döden enligt Bibelns text "du skall inte låta en trollkona leva"; då Hovrätten, som befäst domen till halshuggning med efterföljande bål refererade målet för Kristina godkände hon dödsdomen. År 1653 dömdes också en kvinna från Lit i Jämtland till döden för att ha dödat boskap med magi.

### Vill bli katolik

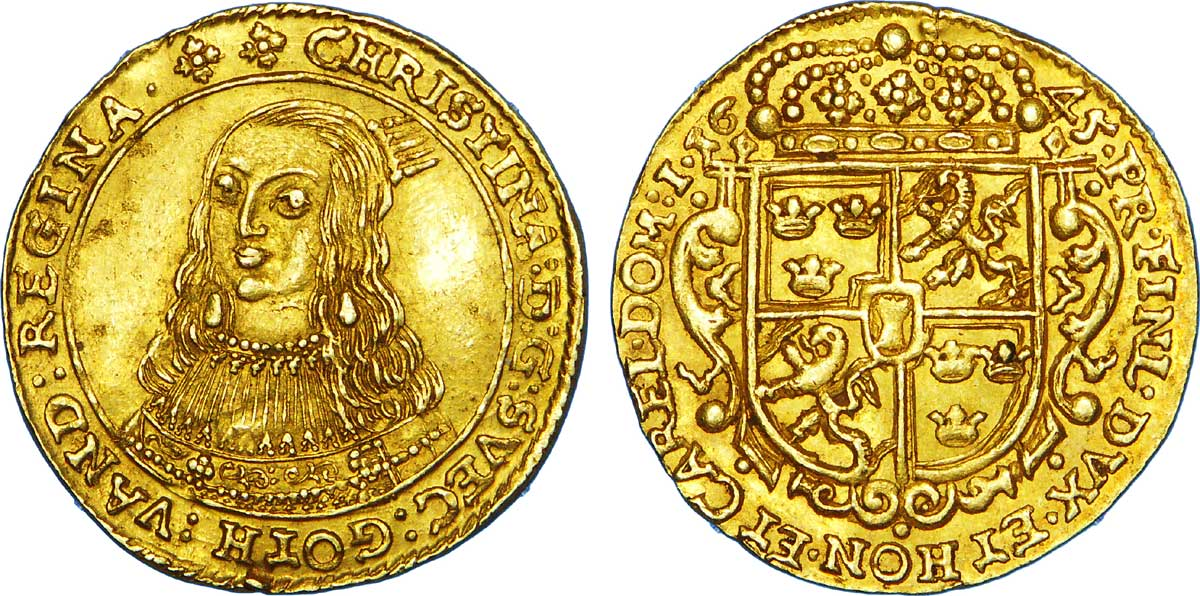
Gulddukat med drottning Kristinas bild, 1645.

Det var nära att drottningen samma år gjort allvar av sin tronavsägelse. Hon framställde sin avsikt i rådet och lät endast med svårighet förmå sig att återta sitt beslut. Ett nytt motiv hade tillkommit. Redan som barn hade Kristina, enligt egen utsago, fattat motvilja mot den stränga ortodox-lutherska religionsundervisningen. Hon hade aldrig varit "lutheran", skrev hon på äldre dagar. Längre fram hade hon under studiet av olika religionsformer bildat sig en religion efter eget huvud, tills hon under umgänget med katoliker, såsom Pierre Chanut och René Descartes, mer och mer drogs till katolicismen. Redan 1651 anförtrodde hon sig till det portugisiska sändebudets biktfader Macedo och lät honom i hemlighet avvika ur landet för att hos jesuiternas ordensgeneral i Rom utverka att ett par ordensbröder skickades till henne. Två jesuiter, Casati och Malines, ankom under förklädnad följande år. Efter upprepade samtal röjde hon slutligen för dem sin avsikt att bli katolik.
Ett par främlingar invigdes snart i hennes planer. Kristinas hälsa hade länge varit vacklande. En fransk läkare, Pierre Bourdelot, som kom till Sverige 1652, lyckades rädda hennes liv under ett sjukdomsanfall, och fick ta del av hennes hemlighet. Längre fram under år 1652 ankom till Sverige en ännu mer betydande representant för de katolska intressena, det spanska sändebudet don Antonio Pimentel, och genom honom kom Kristina i förbindelse med Spaniens kung Filip IV.

### Utrikespolitik och ekonomi
De ännu så länge hemliga katolska sympatierna började få inverkan på den svenska utrikespolitiken. Sverige förordade sålunda bland annat valet av ärkehertig Ferdinand till romersk kung och levde därigenom inte upp till de protestantiska ständernas förväntningar i de tyska staterna. Andra förhållanden bidrog till att göra ställningen under de sista regeringsåren ohållbar. Statens ekonomi var i oordning, godsavsöndringen till adeln fortsatte även efter 1650 och utgifterna för hovhållningen flerfaldigades under de sista åren. Grunderna för den tidens svenska budget rubbades, och man tvingades ta till allt fler kortsiktiga åtgärder som lån, anvisningar på ett kommande års inkomster och indragning av löner och anslag. Så var situationen när hovet på grund av en farsot i Stockholm hösten 1653 flyttade till Uppsala. 
Vid Kristinas tronbestigning gick 3 % av rikets samtliga inkomster till hovhållningen. År 1653 gick 520 000 daler silvermynt till hovet vilket var 12 % av Sveriges inkomst. Under hennes sista år hade siffrorna stigit till 20 %.

## Abdikationen

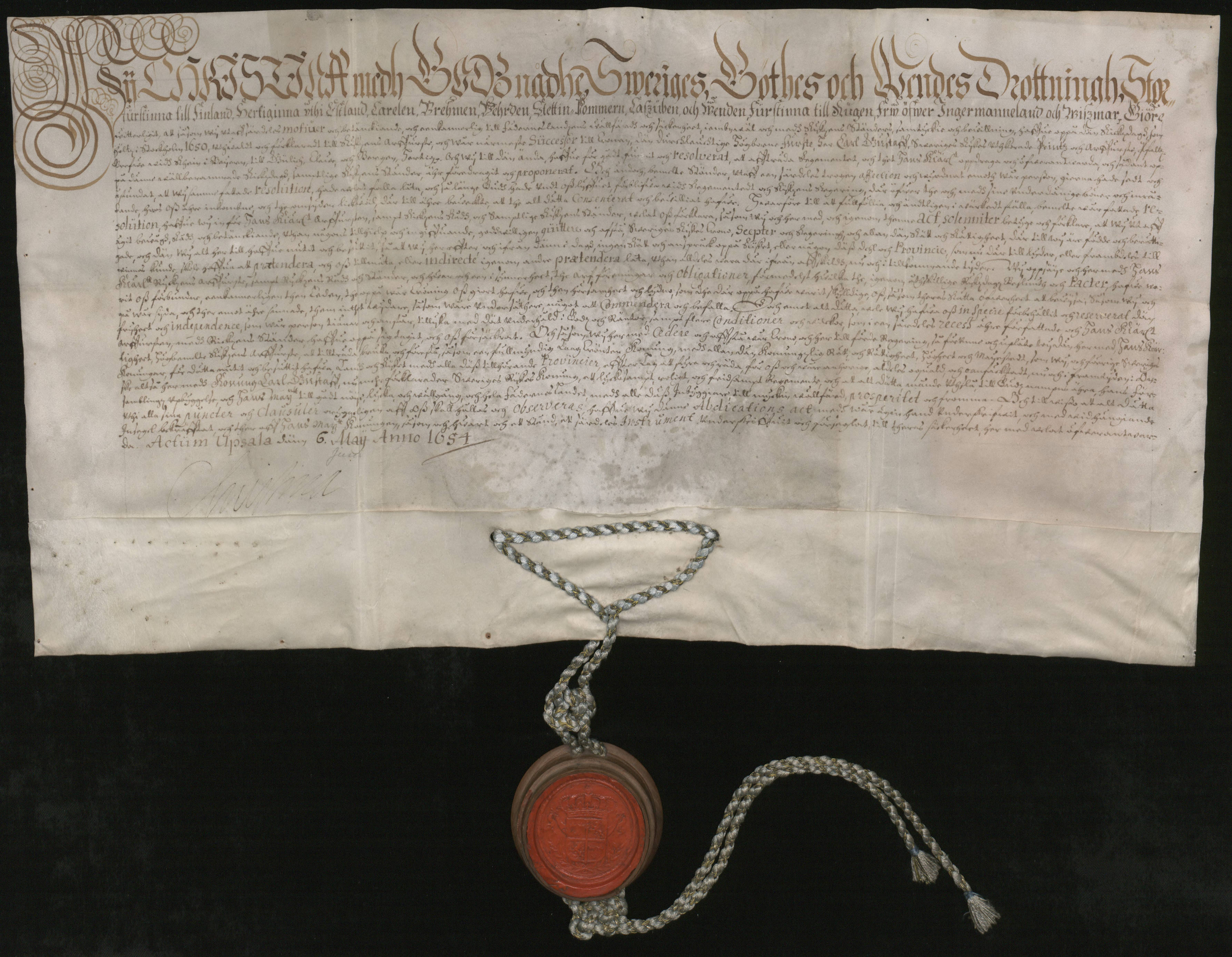
Drottning Kristinas abdikationsakt. En av tre bevarade kopior på Riksarkivet.

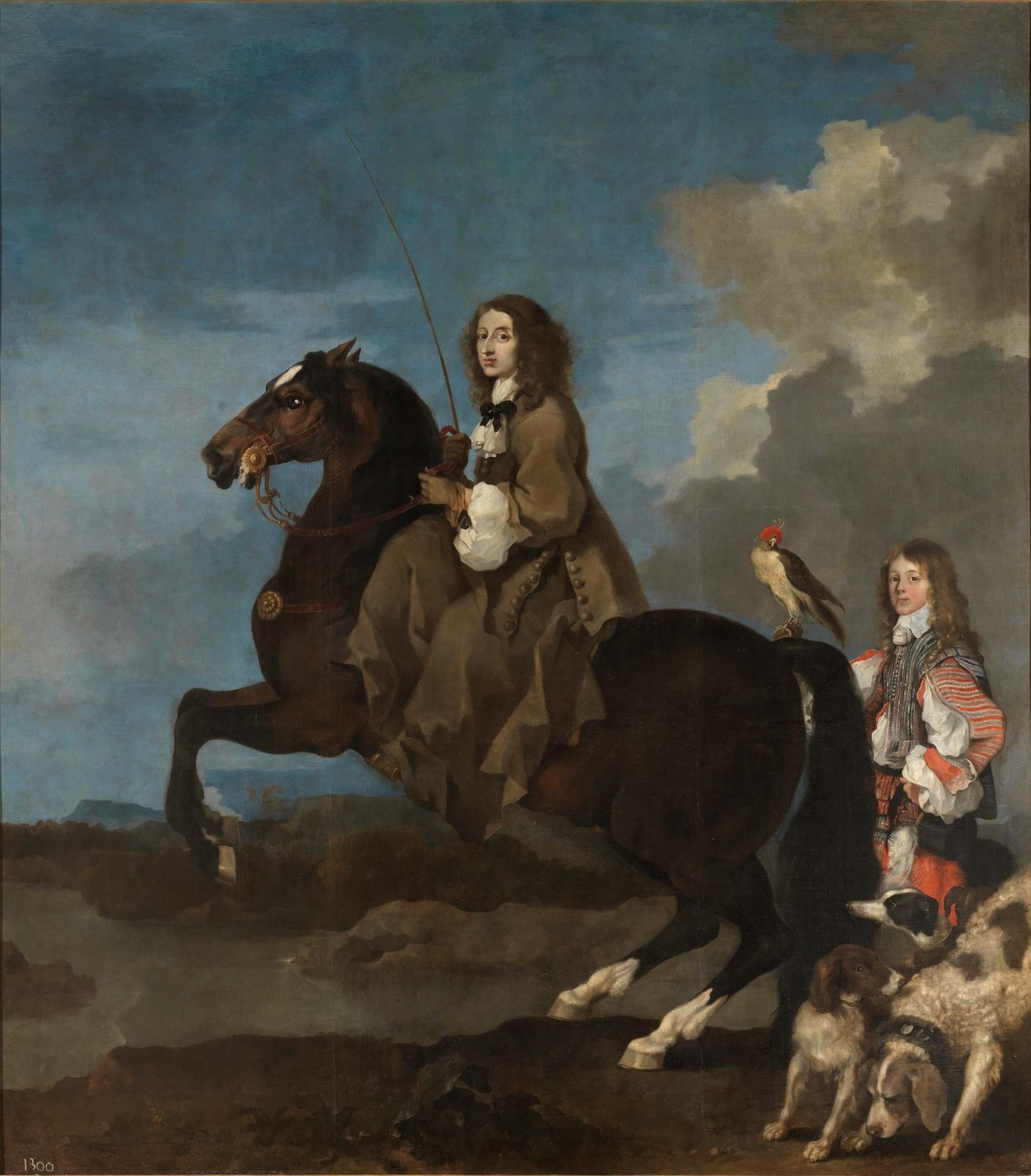
Drottning Kristina till häst, målning av Sébastien Bourdon från 1653. Målningen skänktes av drottning Kristina till Filip IV av Spanien.

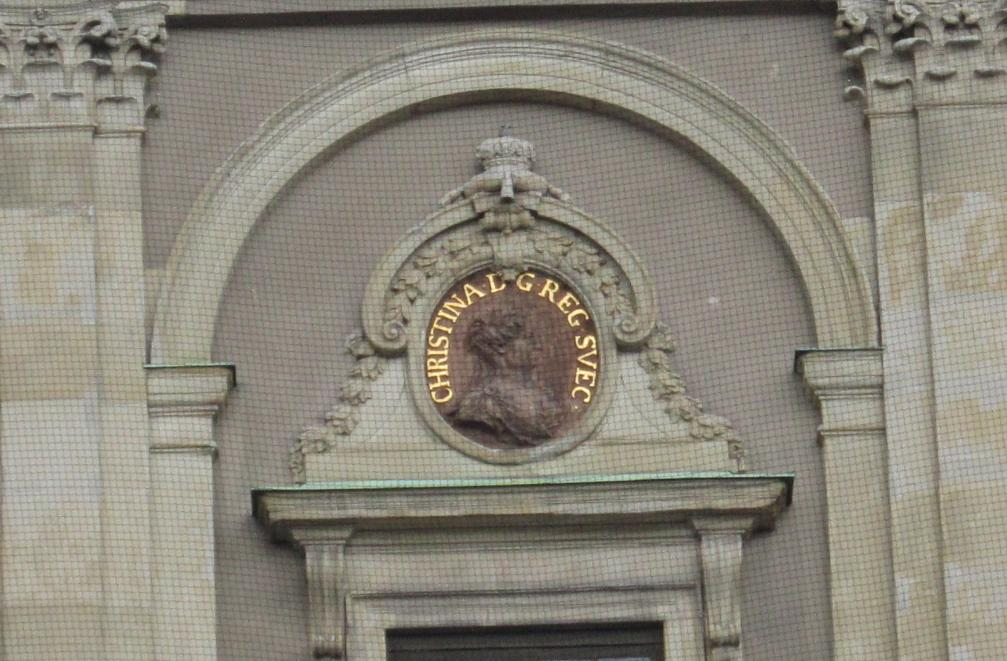
Kristinas bild bland nio svenska monarker på en vägg på Stockholms slott.

Kristina hade under flera års tid övervägt att abdikera och skälen därtill var flera. Hennes egen motivering att hon som kvinna inte kunde leda armén i fält ansåg riksdrotsen Per Brahe vara ett svepskäl. De verkliga skälen har blivit ett tvistemål bland historiker, där Curt Weibull med utgångspunkt från katolska kyrkans dokumentation anfört att hon varit starkt religiös och Sven Stolpe anfört att hon ville närma sig den kontinentala libertinismen.
I Uppsala tillkännagav Kristina i februari 1654 ännu en gång inför rådet sitt beslut att abdikera. Ständerna sammankallades till början av maj, och Kristina sysselsatte sig med frågan om sitt blivande underhåll. Den 1 juni 1654 daterades såväl hennes egen avsägelseakt som ständernas underhållsrecess. Hon förbehöll sig bland annat full suveränitet för sin person och domsrätt över sitt hovfolk samt befriades från ansvar för den skuld som riket under hennes tid kunde ha råkat i.
Till underhållsländer bestämdes Norrköpings stad och slott, Ösel, Gotland och Öland, de tyska orterna Poel och Neukloster, Wolgast samt de så kallade taffelgodsen i Pommern. Drottningen hade rätt att tillsätta domare och ämbetsmän, även de kyrkliga, samt av underhållsländerna uppbära inkomsterna, som beräknades till omkring 200 000 riksdaler. Vid hennes död skulle länderna återfalla till Sveriges krona, och hon fick inte sälja bort delar av dessa landområden. Den 6 juni 1654 skedde avsägelseceremonin på Uppsala slott och samma dag kröntes Karl X Gustav.

## Kristina efter abdikationen
Kristina lämnade Uppsala dagen efter att hon avsagt sig tronen. Ett skepp låg redo att föra henne till kontinenten, men hon föredrog landvägen. Redan året innan hade hon sänt iväg ett antal tapetserier, konstföremål, böcker, handskrifter med mera. Men hon lämnade kvar bland annat ett ganska stort antal tavlor. Hennes sista natt i Sverige blev när hon övernattade på Halmstads slott en förhöstnatt 1654. Hon färdades i mansdräkt genom Danmark, stannade några dagar i Hamburg och fortsatte, återigen förklädd, genom de tyska områdena och Nederländerna till Flandern, där hon tills vidare slog sig ned i Antwerpen. Här packades hennes konstföremål och böcker upp. Efter en kort tid började hon sälja och pantsätta dyrbarheter för att få pengar till löpande behov. Mot slutet av året begav hon sig till Bryssel och avlade där julnatten 1654 sin katolska trosbekännelse i hemlighet.
Under ett år stannade hon i Bryssel, där det blev uppenbart att hennes ekonomi inte var stabil. Hennes frispråkighet väckte anstöt hos flera uppsatta män inom kyrkan och hovet, och anonyma pamfletter gentemot hennes person började spridas. Hon hade ännu inte heller fått tillträde till Rom, då detta krävde en offentlig avsägelse av den lutherska tron, vilket i sin tur drastiskt skulle minska chanserna att få det apanage från Sverige hon hade blivit lovad vid abdikationen.

### Kristina blir katolik
På våren 1655 blev kardinalen Fabio Chigi påve, under namnet Alexander VII. Han och Kristina kände varandra sedan tidigare. Den spanske kungen försökte få påven att bereda henne ett värdigt mottagande, men denne krävde en offentlig övergång till katolska kyrkan. Kristina dröjde med detta så länge hon hade hopp om att få sitt underhåll från Sverige ordnat på ett mera tillfredsställande sätt. På hösten 1655 bröt hon omsider upp från Bryssel, och avlade den 3 november i Innsbruck offentligen sin katolska trosbekännelse. Därefter reste hon till Italien.

### Kristina i Rom

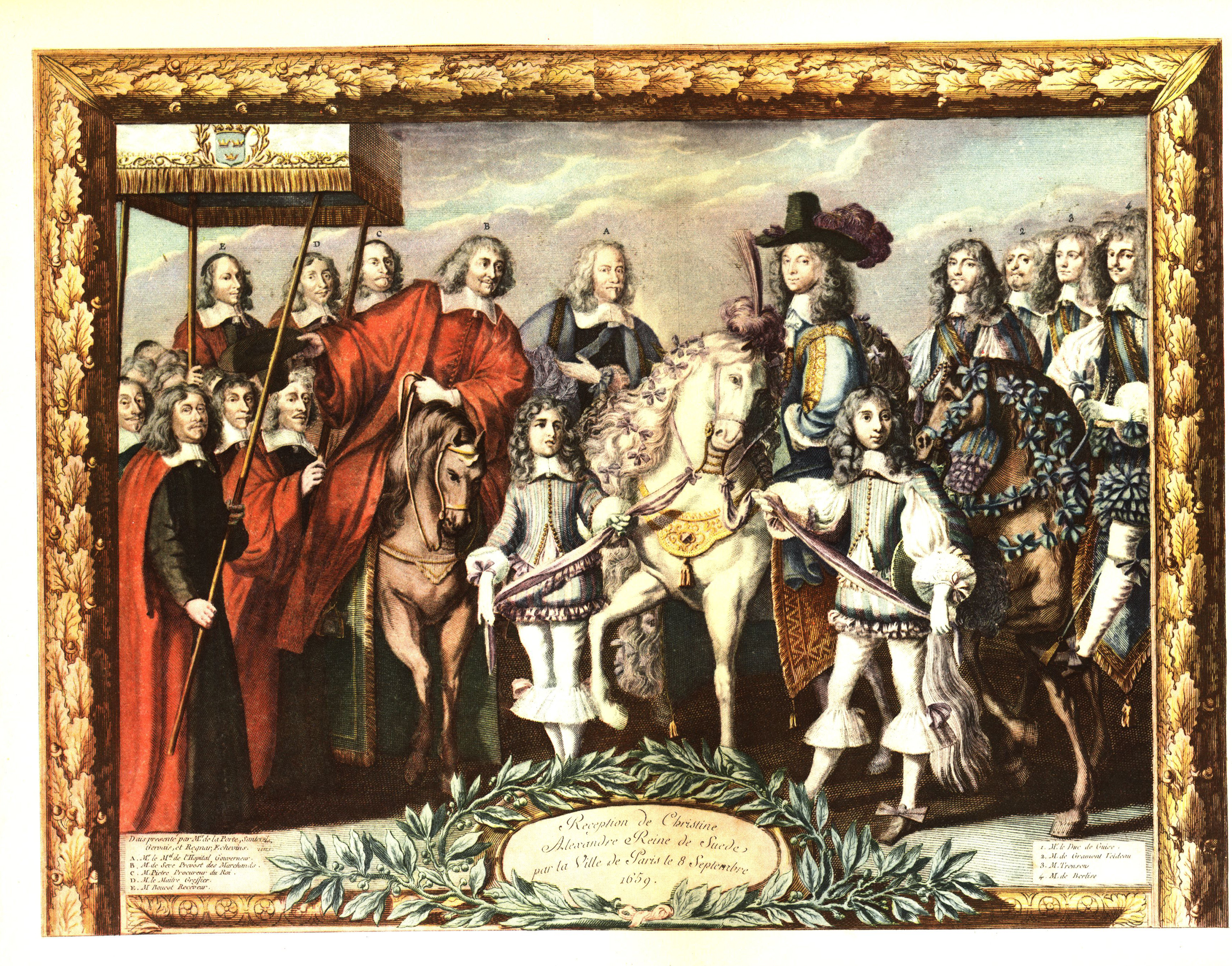
Kristina emottas i Paris 1656 av stadens representanter. Samtida kolorerat kopparstick.

I slutet av 1655 anlände Kristina till Rom, höll där 23 (13) december sitt högtidliga intåg och antog nu de nya namnen Maria Alexandra, men som namnteckning fortsatte hon att skriva Christina Alexandra. Hon slog sig tills vidare ned i Palazzo Farnese. Vid sin ankomst till Rom hade hon bland många andra även gjort bekantskap med kardinalen Decio Azzolino, en begåvad och inflytelserik kyrkopolitiker. Det sägs att han blev den ende man som Kristina verkligen älskat. I korrespondens som finns bevarad avslöjar hon en passionerad kärlek till honom. Han blev också hennes rådgivare, reformerade hennes hov och skapade en viss reda i hennes ekonomi.
Men det skulle bli annorlunda för Kristina i Rom än vad hon hade tänkt. Hennes frispråkighet väckte anstöt inom ledningen för den katolska kyrkan. Man hade drömt om en rik gäst som skulle strö guld omkring sig, och drottningens penningbekymmer blev snart en känd sak. Hon omgav sig med ett litet hov som valts ut utan tillräcklig noggrannhet och som snart blev en skandal i Rom. Den nära förbindelsen med Spanien avbröts och hon vände istället sina blickar emot Frankrike.
Kristina begav sig till Frankrike 1656 och fick där ett lysande mottagande. Den snillrika, excentriska kvinnan med sin skarpa tunga och sina fria fasoner väckte stort uppseende. Man häpnade över hennes manliga vana att vräka sig i stolar och i kungens och hela hovets närvaro kasta upp benen över stolskarmarna. Utan att bry sig om sällskapet intog hon ställningar som franska memoarförfattarinnor måste beteckna såsom "knappast anständiga" – men man fann hennes uppträdande på samma gång högst pittoreskt. En av hovets mest berömda damer, en nära släkting till kungen, tyckte att Kristina mest liknade "en vacker liten pojke" eller "en slarvig zigenerska, som råkade ha icke fullt så mörk hy, som man skulle ha väntat". Med kardinal Mazarin inlät hon sig i hemliga planer inriktade på ett erövringståg till Neapel, som vid den tiden var en spansk besittning. Kardinalen tycktes gynna dessa planer, men det var antagligen endast för syns skull. 
Hon återvände till Italien, men uppträdde 1657 åter i Frankrike, denna gång föga välkommen. Hon fick slå sig ned i Fontainebleau, och fortsatte att planera intagandet av Neapel. Hennes förste hovstallmästare Gian Rinaldo Monaldesco var dock bördig från Neapel och hade spionerat och i smyg öppnat hennes brev. När det framkom beslöt hon att den 10 november låta avrätta honom. Avrättningen blev mycket omtalad och Kristina beskrevs nu som en mördare, och planerna för Neapel var avslöjade. Franska hovet straffade henne för hennes egenmäktiga handling på fransk jord med att under de långa vintermånaderna lämna henne ensam i Fontainebleau. När hon till slut fick komma till huvudstaden blev besöket kort och utan politisk verkan. Trots förbittringen som avrättningen väckte stannade Kristina kvar till följande år, då hon återkom till Italien.
Kristina ångrade inte sitt handlingssätt mot den forne gunstlingen Monaldesco. I ett brev till kardinal Mazarin försäkrade hon: "Om jag icke redan utfört handlingen, skulle jag sätta den i verket nu i afton, innan jag går till sängs. Jag har ingen orsak att ångra, vad jag gjort, men väl hundra tusen skäl att vara nöjd därmed. Jag finner det betydligt lättare att hugga huvudet av folk än att frukta dem."
I Rom flyttade Kristina 1659 till Palazzo Riario (numera Palazzo Corsini) på den högra Tiberstranden, som blev hennes fasta bostad. Här kunde småningom hennes samlingar ordnas och uppställas.

### Kristinas återbesök i Sverige

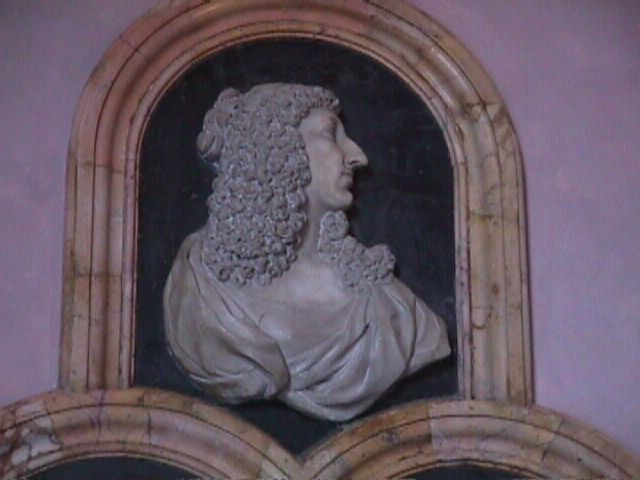
Drottning Kristina. Från monument i Kapitolinska museerna i Rom.

Snart befann sig emellertid drottningen på nya resor. Karl X Gustav dog helt oväntat 1660, och Kristina ansåg att hon personligen borde bevaka sina intressen i Sverige. Hon ankom dit under den senare riksdagen 1660 och lyckades utverka en bekräftelse på sina underhållsländer. Dock måste hon avstå från rätten att tillsätta kyrkliga ämbetsmän. Då begick hon den oförsiktigheten att i en inlaga till ständerna förbehålla sig sina arvsanspråk, för den händelse att den unge kungen, Karl XI, skulle dö. Ständerna protesterade mot detta, och hon tvingades ta tillbaka inlagan. Efter någon tids vistelse i Norrköping begav hon sig våren 1661 till Hamburg, där hon stannade omkring ett år. Där upprättade hon ett kontrakt med den judiske bankiren Texeira i ett försök att ordna upp sina affärer. Först 1662 återkom hon till Rom.
Kristina var på spänd fot med förmyndarregeringen för Karl XI, ledd av hennes förkastade gunstling Magnus Gabriel de la Gardie, och denne gjorde allt för att omöjliggöra hennes vistelse inom svenskt område. Trots det beslöt hon sig för att ännu en gång besöka Sverige. Hon lämnade Rom 1666 för att under två års tid vistas i Hamburg för att reda ut sina ekonomiska oklarheter.  I det ärendet återkom hon 1667 till Sverige, men möttes snart av ett förbud att medföra någon katolsk präst. Hon lämnade Sverige, som hon aldrig återsåg, och återvände till Hamburg. Här försökte hon, utan att lyckas, bli vald till den polske kungen Johan II Kasimirs efterträdare i Polen.

### Pengar och underhåll

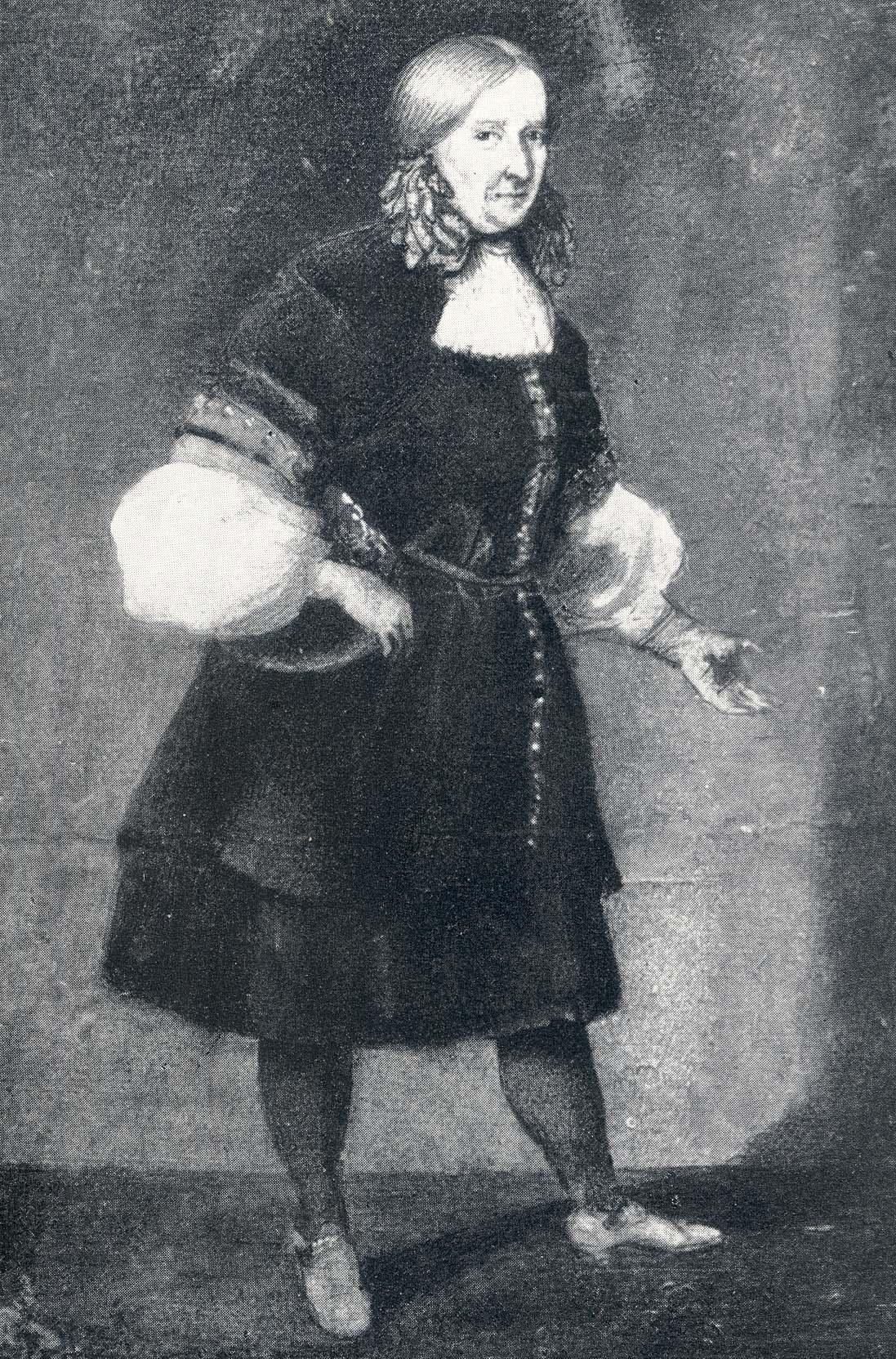
Kristina år 1667.

Kristina återkom till Rom 1668 för att aldrig mer lämna staden. Frågan om hennes underhåll hade varit ett huvudmotiv för hennes båda besök i Sverige. Hon hade i själva verket skäl att beklaga sig. Den rundligt tilltagna underhållssumman hade hon aldrig riktigt uppburit. Enligt en i slutet av 1670-talet inlämnad avräkning skulle hon under 25 års tid i medeltal ha haft endast 60 000 riksdaler om året i inkomst i stället för de beräknade 200 000. Kristina hade dessutom en stor förvaltning att underhålla. En generalguvernör stod i spetsen för det hela, därjämte guvernörer i olika landsdelar jämte underordnade tjänstemän och agenter för hennes penningtransaktioner på olika orter. Vid sitt senare besök i Sverige lyckades hon få Ösel och Gotland utarrenderade. Även för de pommerska godsen fanns en förpaktare, men förpaktarna kunde inte göra rätt för sig. De pommerska godsen hemsöktes två gånger av krig, och Gotland intogs 1675 av danskarna.
År 1659 tog hon upp en gammal plan att med kejsarens hjälp sätta sig i besittning av svenska Pommern. 1678, då hon ansåg att Sveriges tyska besittningar var oåterkalleligt förlorade, önskade hon få dem överlåtna åt sig, och att hon i gengäld skulle avstå sina övriga underhållsländer och sina fordringsanspråk på svenska kronan. För denna sak verkade hon genom ett särskilt ombud. Men vid sidan av detta underhandlade hon med den svenska regeringen om att få ett större kapital, eller att få hertigdömet Bremen. Karl XI anvisade henne flera gånger stora penningsummor, och ett verkligt bytesavtal kom slutligen till stånd. I stället för Öland, som återlämnades till svenska kronan, fick hon vissa amt i hertigdömet Bremen, som i årlig avkastning beräknades lämna 20 000 riksdaler. Dessutom fick hon en årlig inkomst på ytterligare 12 000 riksdaler från andra delar av Bremen. Man ansåg i Sverige att hennes ersättningsanspråk härmed borde vara till fullo gottgjorda. Hon hade därjämte inkomsterna från taffelgodsen, Gotland och Ösel. De sista åren blev Johan Paulin Olivecrantz generalguvernör och förvaltade hennes tillgångar framgångsrikt.

### De sista tjugo åren

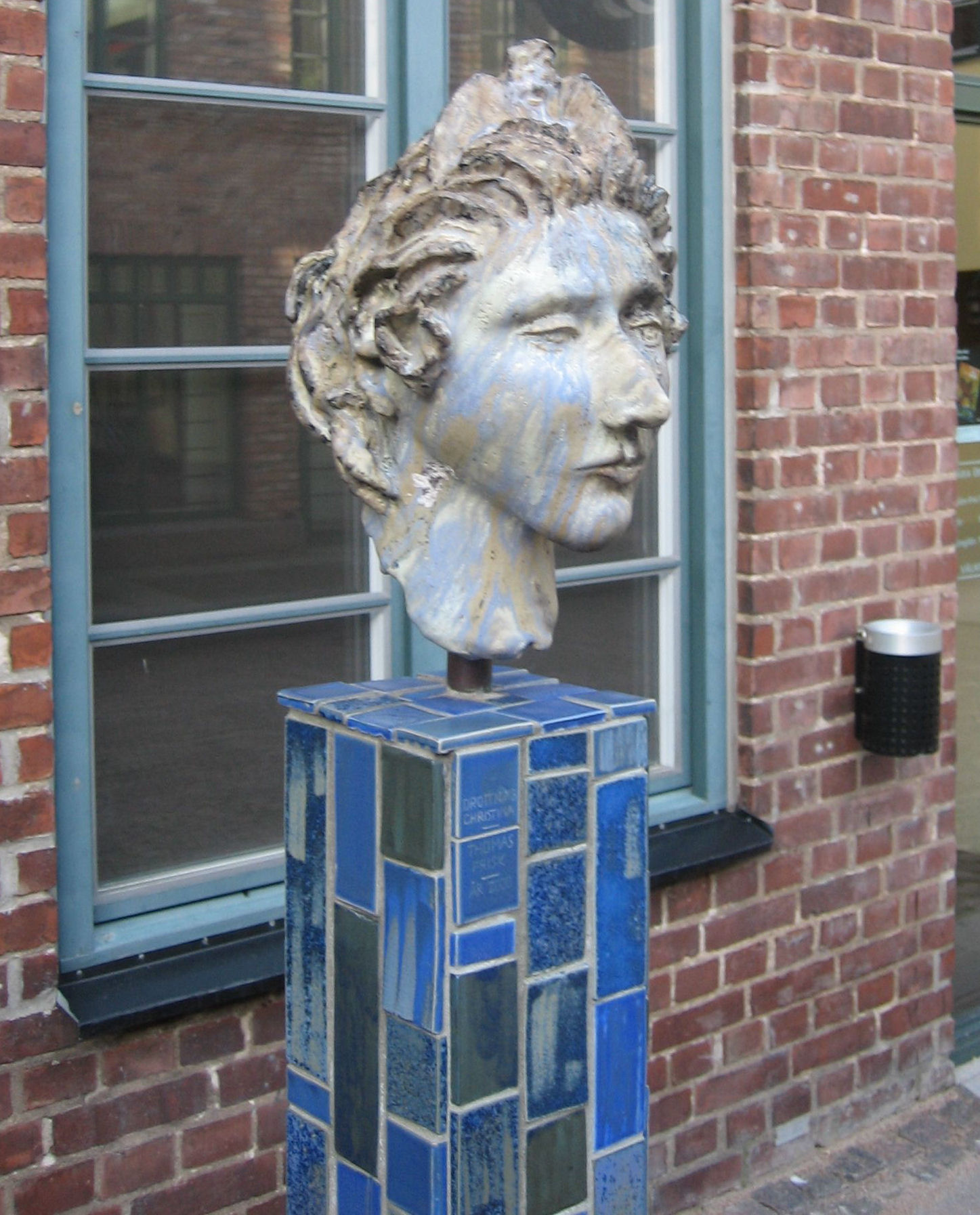
Drottning Kristina, av konstnären Tomas Frisk.

De sista tjugo åren tillbringade Kristina i Rom. Under åren i Hamburg hade hon fortsatt brevkontakt med Azzolino, hennes närmaste vän och kanske även älskare, och de träffades nu kontinuerligt. Brevsamlingen från Kristina till Azzolino är digitalt publicerade av Riksarkivet och Livrustkammaren.  Kristina följde fortfarande politiken med intresse, men avhöll sig från att ingripa aktivt. I ett berömt brev till den franske statsmannen Hugues Terlon skrev hon att hon ogillade Ludvig XIV:s förföljelse mot de franska protestanterna. Men små konflikter trädde i stället, och hennes sista år stördes av en bitter strid med påven Innocentius XI om den så kallade kvartersfriheten.
Kristinas bok- och konstsamlingar hörde till de förnämsta i sitt slag på den tiden. Hon uppträdde fortfarande som mecenat och spelade en roll i Italiens litterära liv. Hon instiftade 1674 en "kunglig akademi" (accademia reale), som bland annat skulle verka för främja det italienska språket. Hon förde en omfattande korrespondens med furstar, statsmän och lärda. På äldre dagar sysselsatte hon sig med sin självbiografi, som dock inte fördes fram utöver barnaåren. I enlighet med tidens smak sammanfattade hon sin livserfarenhet i tänkespråk, och lämnade efter sig två samlingar av dessa under titlarna Ouvrage de loisir och Sentiments. Hon brukade skriva ner sina reflektioner i de böcker hon läste, så de har i viss mån ett värde som biografiska dokument.
Enligt Sven Stolpe var Kristina Alexandra under flera år den dominerande gestalten i romerskt teaterliv och "centrum för det romerska musiklivet".

### Slutet

#### Begravning

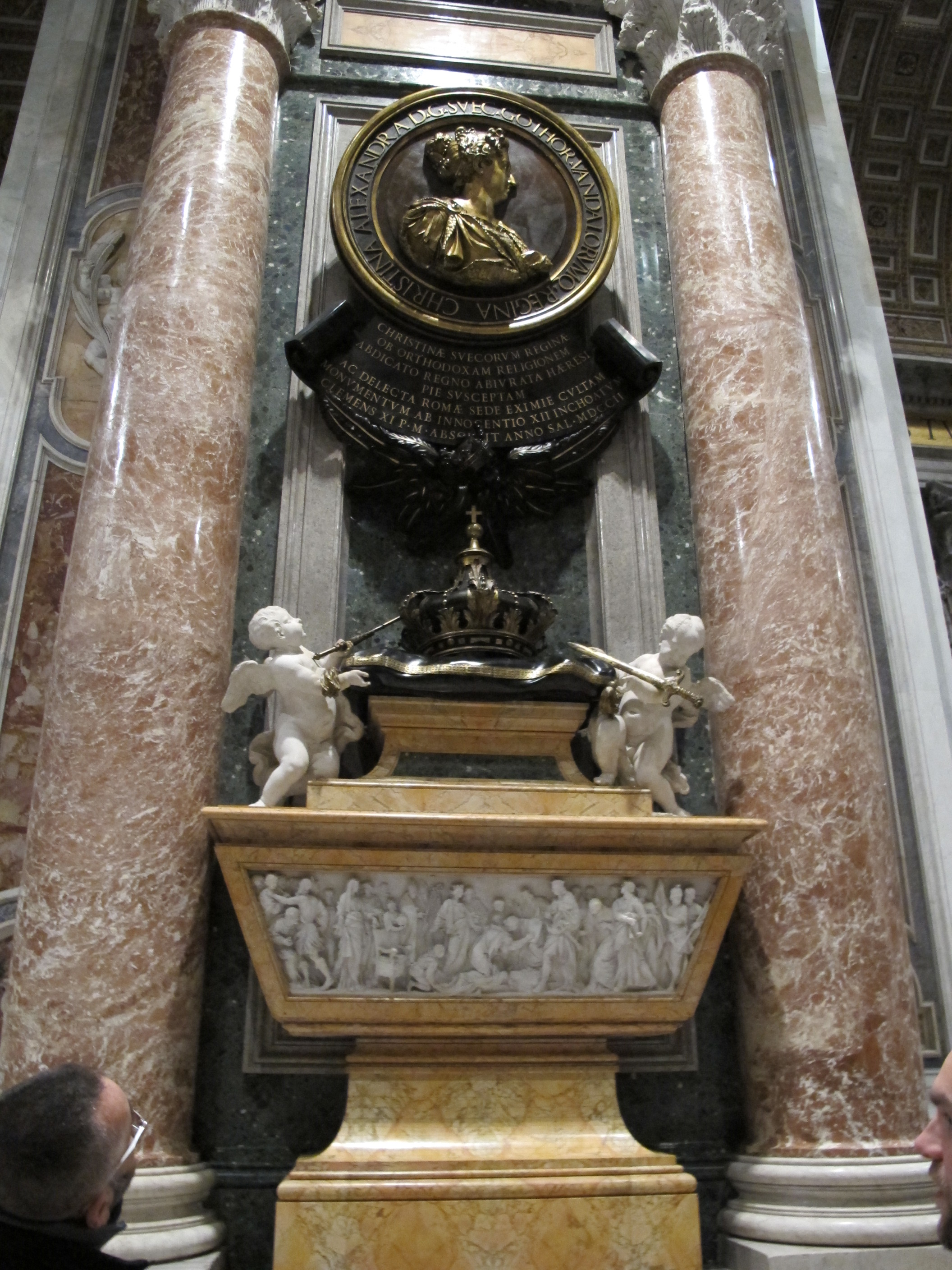
Drottning Kristinas gravmonument (minnesvård) uppe i själva Peterskyrkan i Rom. Gravmonument utfördes 1701 av Carlo Fontana och invigdes 1702.

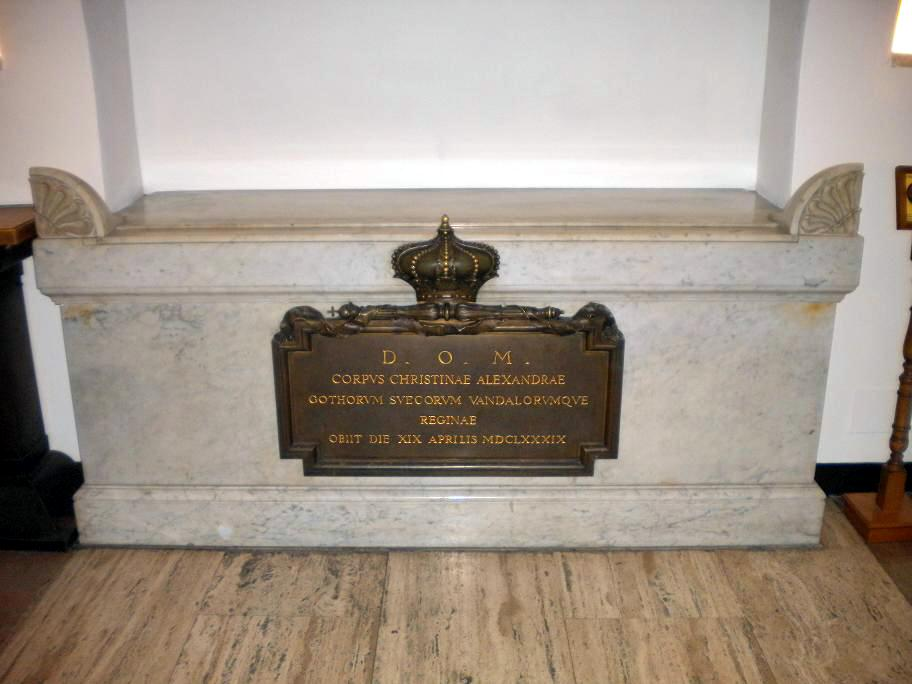
Sarkofagen i marmor med drottning Kristinas epitafium (minnestavla), med Kristinas stoft nere i den påvliga kryptan i Vatikanen i Peterskyrkan, Grotte Vaticane - de Vatikanska grottorna, som är beläget cirka 3 meter under Peterskyrkans basilika. Här ligger hon begravd i en egen krypta tillsammans med åtta påvar och en kejsare.

Efter en kort tids sjukdom avled Kristina i sitt hem, där hon var bosatt i Palazzo Riario (idag heter byggnaden Palazzo Corsini), klockan sex på morgonen den 19 april 1689 (9 april enligt g.s.) och begravdes, som andra kvinna, med stor högtidlighet i Peterskyrkan. I testamentet framgår att hon själv hade önskat sig en enkel begravning.
Begravningsgudstjänsten ägde rum den 23 april 1689 i Chiesa Nuova, även benämnd Santa Maria in Vallicella. Därifrån bars kroppen i procession till Peterskyrkan. Kroppen finns nu i en enkel marmorsarkofag i Peterskyrkans grotta, Grotte Vaticane. Grotte Vaticane är beläget cirka 3 meter under Peterskyrkans basilika och nås via en trappa från en av de massiva pelare, som bär upp Peterskyrkans kupol.
En minnesvård (ett gravmonument) av Carlo Fontana restes över henne 1702 i Peterskyrkan. Till universalarvinge insatte hon Decio Azzolino den yngre (1623–1689), som emellertid dog sju veckor senare. Han var tidigare Vatikanens kardinalstatssekreterare. I ett rum i Palazzo Riario har Kristina lämnat efter sitt kända citat på den minnesplatta av sten som markerar hennes bortgång: "Jag föddes fri, levde fri och ska dö frigjord".
Det var påven Clemens XI, som år 1702 lät sätt upp drottning Kristinas minnesvård, ett verk som skapades av Carlo Fontana. Minnesvården fick en hedersplats alldeles till höger vid stora ingången i Peterskyrkan. Kristina blev den första kvinnan som visades en sådan ära.
På minnesvården står det i översatt text: "Clemens XI fullbordade 1702 detta monument över Kristina, Svearnas drottning, som avsade sig riket och avsvor sig kätteriet, samt med fromhet antog den ortodoxa religionen som hon i Rom, sin utvalda boning värdigt utövade".

#### Bilder från drottning Kristinas gravmonument i Peterskyrkan av Carlo Fontana
Carlo Fontana (1634–1714) var en schweizisk-italiensk arkitekt, skulptör och ingenjör under barocken.

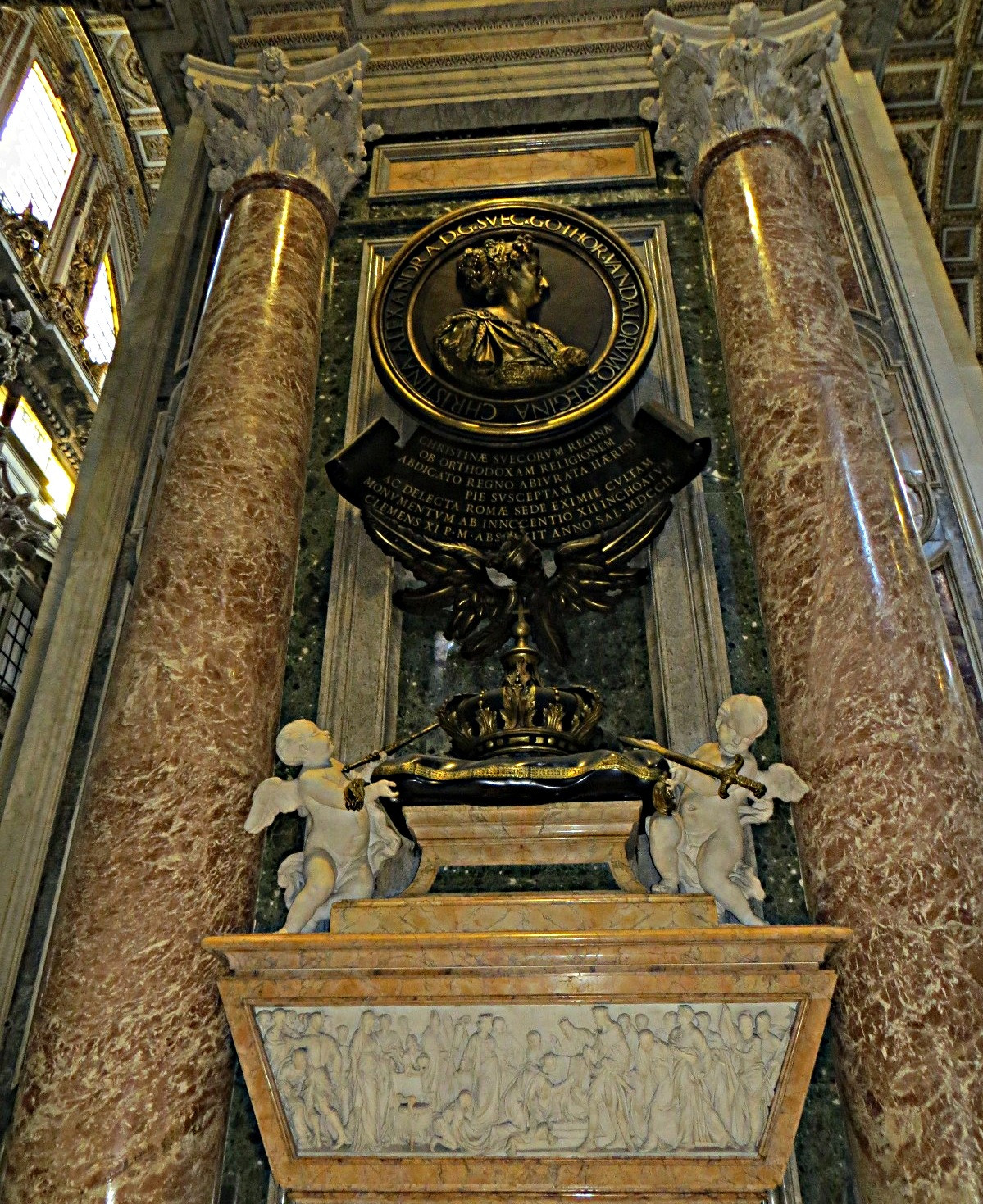
Kolonner med korintiska akantuskapitäl.
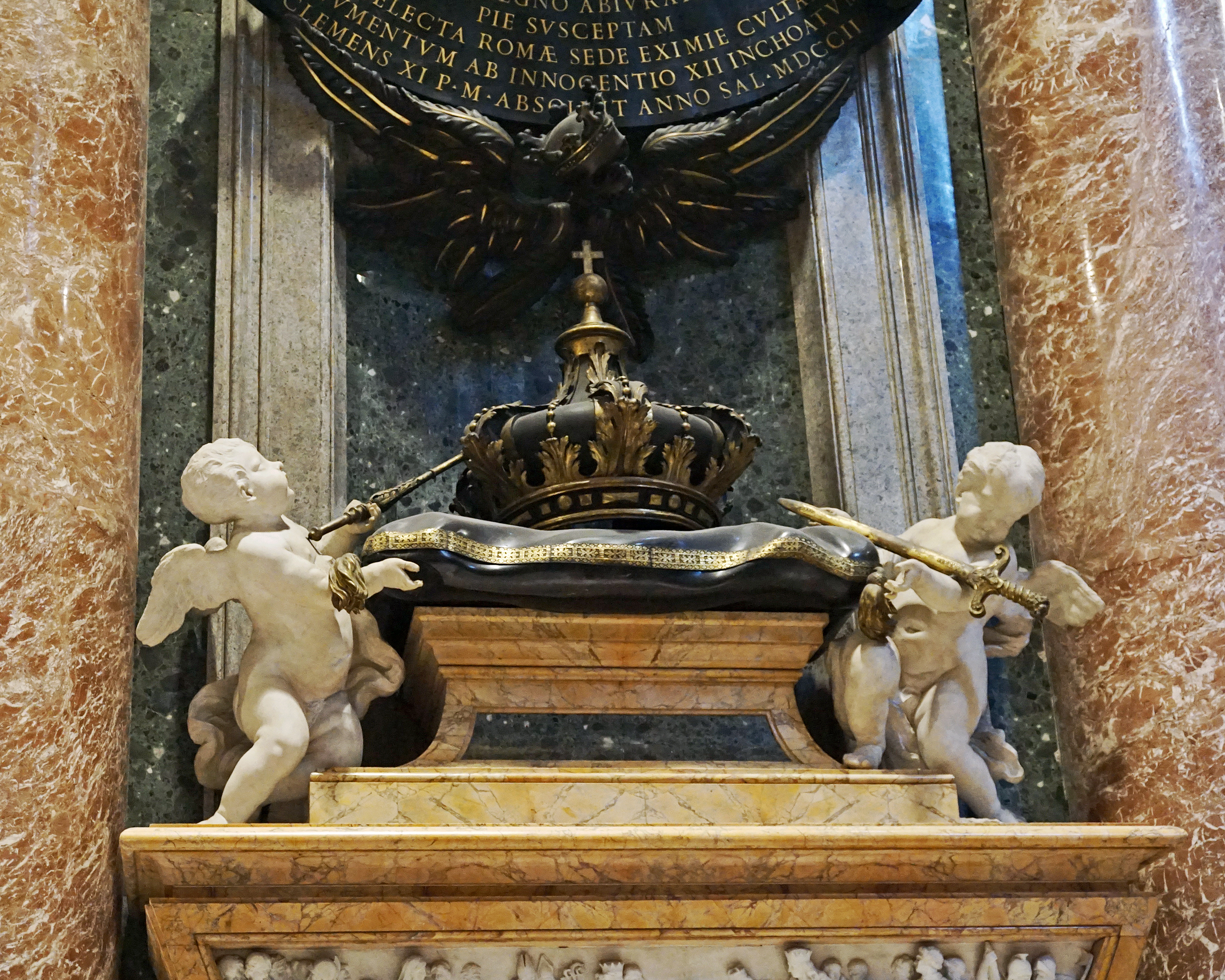
Detalj av gravmonumentet. Två änglar håller en krona.
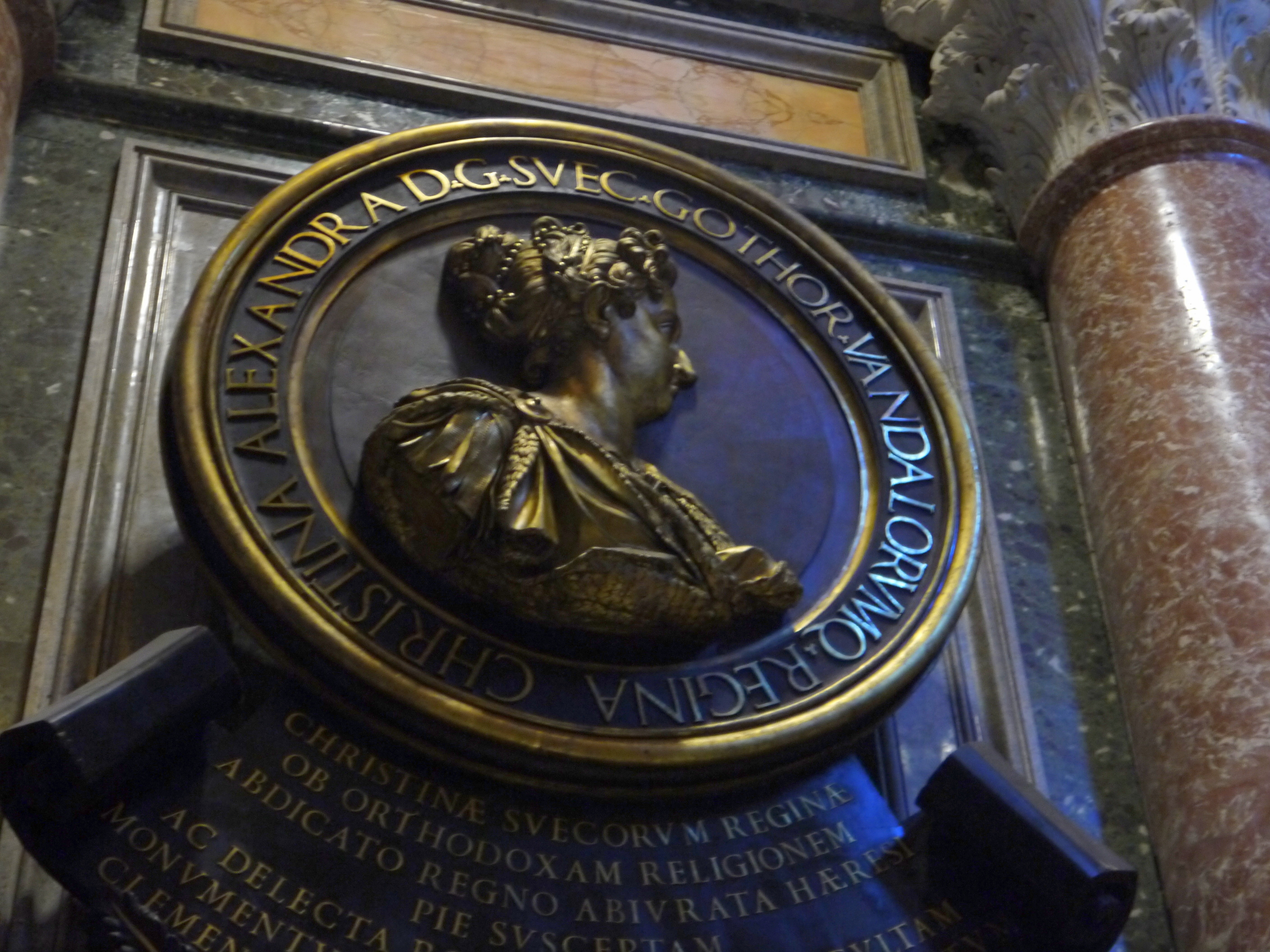
Medaljongen.
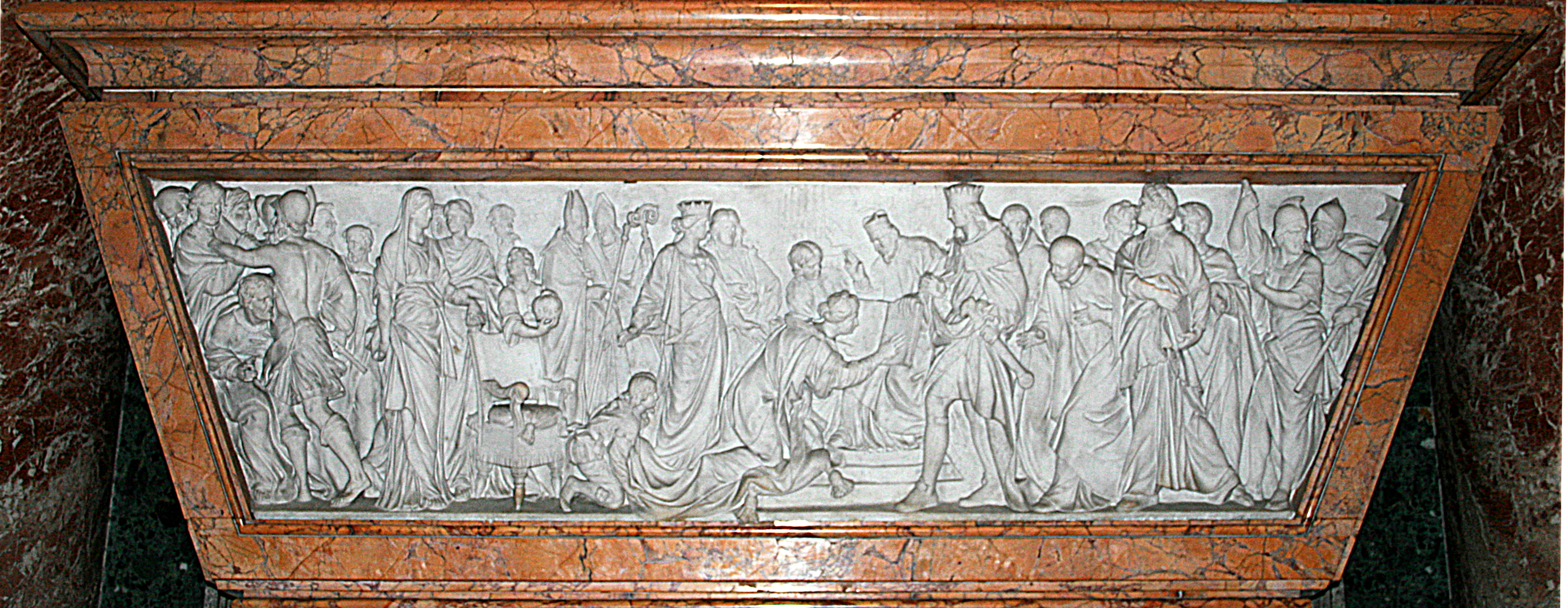
Relief som pryder gravmonumentet.
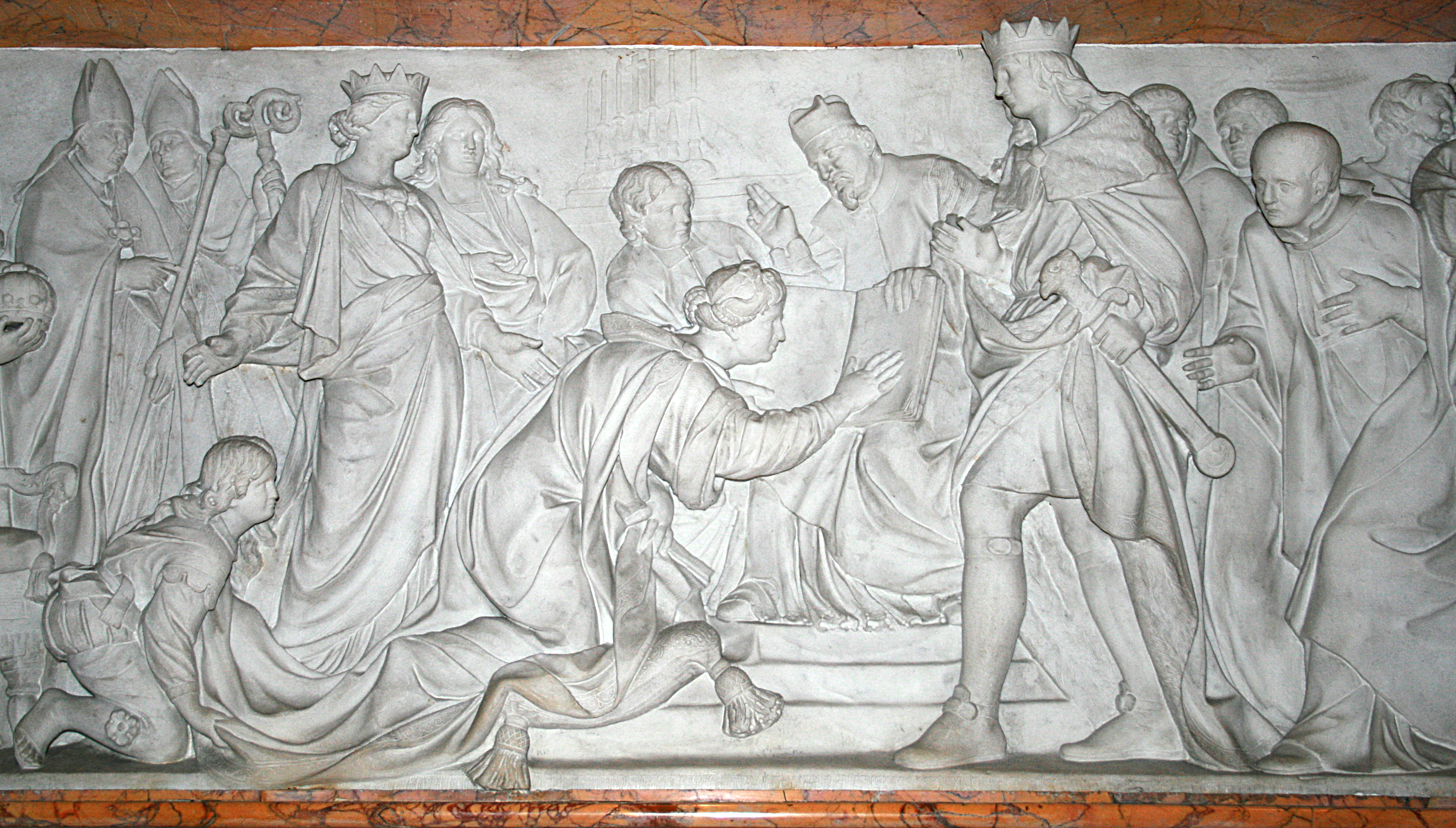
Detalj av reliefen.

## Debatten om orsaken till Kristinas abdikation
År 1928 författade Curt Weibull en artikel om Drottning Kristinas abdikation, som gick till hårt angrepp mot denne. Detta ledde till en omfattande polemik mellan Weibull och Stolpe. I stora drag handlade debatten om Weibulls ståndpunkt att Kristina var en starkt religiös person och att den katolska kyrkans källor om henne är tillförlitliga ställd mot Stolpes ståndpunkt att hennes abdikation föranleddes av ett starkt intresse för libertinismen vilken hon kunde närma sig som katolik.

## Diskussionen kring Kristinas könstillhörighet
Kristinas förhållande till kvinnorollen har varit ett tema i forskningen. Kristinas uttalade ovilja inför äktenskapet och det kvinnoförakt hon inte sällan uttryckte i sina skrifter har tagits upp. Omständigheterna att man misstog sig på hennes kön vid födseln, att hon uppfostrades som kung och att hon efter tronavsägelsen kunde skapa en ovanligt fri roll som ogift kvinna tack vare sin börd, har alla bidragit till bilden av en avvikande kvinna. 
Det intresse för Kristina som väcktes av Curt Weibulls forskning ledde också den pensionerade professorn i gynekologi Elis Essen-Möller att författa en bok om henne, som publicerades 1937. I Drottning Christina – en människostudie ur läkaresynpunkt lanserade Essen-Möller tesen att Kristina med all sannolikhet hade varit en pseudohermafrodit, alltså en individ som har normala yttre genitalier för sitt kön men en avvikande hormonsammansättning. Han ansåg sig känna igen drag hos Kristina som han mött hos några av sina patienter under årens lopp.
Sven Stolpe accepterade inte bara Essen-Möllers hypotes; han populariserade den också framgångsrikt. I Stolpes skrifter sker en subtil förskjutning av Kristinas äktenskapsvägran. Hennes sociala motvilja inför äktenskapet, så som det konstruerades på hennes tid, blir nu en utpräglad sexuell neuros, som kan härledas till insikten om den egna abnormiteten. Dessa teorier ledde så småningom till beslutet att öppna Kristinas grav, vilket skedde 1965 under ledning av Carl-Herman Hjortsjö. Så långt som en undersökning av skelettet kunde påvisa var Kristina en helt normal kvinna. Hjortsjö har noggrant redogjort för sin undersökning i boken Drottning Christina – Gravöppningen i Rom 1965. Hjortsjö påpekar att Essen-Möllers slutsats om Kristina inte är vetenskapligt underbyggd.
Själv tackade Kristina i sin självbiografi Gud för att han låtit henne födas till flicka, "så mycket mera", tillägger hon, "som Du i Din nåd bevarat mig från mitt köns svagheter, i det Du utrustat både min kropp för övrigt och min själ med manliga egenskaper. Du har begagnat Dig av mitt kön för att rädda mig undan mitt fäderneslands laster och utsvävningar. Om det varit Din vilja, att jag skulle blivit man, så hade måhända landets vanor och mina följeslagares föredöme fördärvat mig. Jag skulle måhända ha, som så många andra, dränkt alla dygder och gåvor, som Du givit mig, i vin. Sannolikt hade också mitt eldiga och livliga temperament inlett mig i utsvävningar med kvinnor, ur vilka det skulle blivit svårt att frigöra sig."

## Drottning Kristina som retoriker
Kristina beskrivs ha varit en skicklig talare och flera av hennes tal framförda i hennes regering och i rådsförhandlingar finns nedtecknade och omskrivna. Hon har bland annat beskrivits som energifylld, kunnig, välunderrättad. Som retoriker lär hon har varit skicklig i argumentationsteknik eftersom mycket av den text av henne som är kvarlämnad handlar om hennes tilltänkta äktenskap med sin kusin.
Kristina grundade även en ny akademi med mer intellektuell frihet för diskussion för studenter. Inom den nya akademin fanns mildare krav på ämne och opponering. Som regent utvecklande hon sig som skicklig retoriker och har av Chanut beskrivits:  
"Hennes röst är vanligen mycket mild, så att man lätt hör, att det är en flicka som talar, fast hennes ord, vilket språk hon än talar, har en extraordinär bestämdhet".

### Kända citat och visdomsord
”Kärleken och äktenskapet är så gott som oförenliga”
”Det är själen som prästvigs, inte individen, och själen har inget kön”.

## Kristinas liv har inspirerat och avhandlats i flera pjäser, böcker, operor och filmer
- Den spanske 1600-talsdramatikern Pedro Calderón de la Barca skrev två pjäser om henne: Afectos de Odio y Amor och La Protestación de la Fé. Även andra äldre europeiska dramatiker skrev verk om henne, framförallt i Frankrike och Italien.
- Tillsammans med Johan Henric Kellgren skrev svenske kungen Gustav III dramat Drottning Christina i fyra akter med urpremiär på hovteatern på Gripsholms slott 1785. Denna följdes av 1800-talsdramatikern Jeanette Stjernströms Drottning Christina på Mindre teatern i Stockholm (föregångaren till nuvarande Dramaten) 1851, Oscar Wijkanders pjäs Amaranterorden på samma teater 1864 och Knut Michaelsons En skugga på Svenska teatern, Stockholm 1900, om den åldrade Kristina i Rom.
- 1901 skrev August Strindberg pjäsen Kristina, skriven för hustrun Harriet Bosse och uruppförd på författarens egen teater, Intima teatern, 1908. Lars Forssell skrev dramat Christina Alexander för film, men den uruppfördes på teater 1968 och omarbetades till operan Christina med musik av kompositören Hans Gefors på Kungliga Teatern, 1987. Alf Henrikson skrev texten till Sveriges Televisions Prix Italia-prisbelönta musikdramatiska produktion Kristina – en drottning begav sig till Rom 1978 i regi av Inger Åby.
- 1933 gjordes en inte helt verklighetstrogen amerikansk långfilm i Hollywood, Drottning Christina med Greta Garbo i titelrollen, och 1974 spelade Liv Ullmann rollen i ännu en amerikansk film, En drottning abdikerar.
- I Eric Flints "alternativa historia" är Christina ett barn, som lever med amerikaner som överförts till Tyskland. I berättelsen blir fadern Gustav II Adolf inte dödad och hon är fortfarande prinsessa. Det krävs stark disciplinering för att kontrollera hennes "skrämmande intelligens".
- Kristina har blivit en ikon för lesbiska och feministiska grupper. Myten om hennes person har inspirerat komikern Jade Esteban Estrada att porträttera henne i musikaliska ikonporträtt (The Lesbian and Gay History of the World). Hennes crossdressing, maskulina klädval, har också gjort henne till en postum ikon för transpersoner.
- Finska författaren Laura Ruohonen skrev en pjäs om henne kallad Drottning K, som presenterar en kvinna århundraden före sin tid, som lever efter sina egna regler, växer upp likt en pojke och förargar samtida med okonventionella åsikter om sexualitet och människors identitet, och i slutändan abdikerar från tronen. Pjäsen hade urpremiär vid Finlands nationalteater 2002, och efter det har den sedan översatts till nio olika språk och satts upp i flera länder bland annat på Dramaten i Stockholm, i Australien, Tjeckien, Nederländerna, Tyskland och USA.[54]
- 1981 spelade Lena Nyman huvudrollen i filmen Drottning Kristina, skriven av den brittiska dramatikern Pam Gems och regisserad av Björn Melander, och samma pjäs spelades 2010 på Stockholms stadsteater i regi av Farnaz Arbabi. Huvudrollen som Drottning Kristina spelades då av Vanna Rosenberg.[55]
- 2012 fick pjäsen Dissekering av ett snöfall av Sara Stridsberg urpremiär på Dramaten. Pjäsen bygger på drottning Kristinas livsval och omständigheter som kvinna.
- I den finske filmaren Mika Kaurismäkis internationella film om drottning Kristina, The Girl King (2015) spelar Malin Buska titelrollen. Skådespelaren bär också sitt andra förnamn Kristina just efter drottningen.[56]
- I augusti 2015 visade Sveriges Television dramadokumentären Drottning Kristina – den vilda drottningen, med Saga Gärde som drottningen och med manus och regi av tysken Wilfried Hauke.[57]
- I november 2015 premiärvisades den svenska dansfilmen Drottning Kristina – Den unga drottningen på Sveriges Television. Filmen är en del av ett europeiskt-kulturellt initiativ av Stiftelsen Queen Christina, producerad av Base 23 - Stockholm Dance Academy med dess unga danselever i tidsautentiska miljöer men med en blandning av musik- och dansstilar från klassisk balett till modernare former. Under Hans Marklunds konstnärliga ledning skapade medkoreograferna Roine Söderlundh, Therese Carlsson, Mia Stagh, Alvaro Aguilera, Malin Emmoth och Sigge Modigh koreografier i sina specifika dansstilar.[58]
- I Delaware i Nordamerika fick den svenska bosättningen namnet Fort Christina och floden som passerar området heter fortfarande Christina River.[59] En förort till staden Wilmington där fortet låg heter Christiana.[60]
- Drottninggatan på Norrmalm är uppkallad efter drottning Kristina.[61]
- Jesuiten vid drottning Kristinas hov. I: Ivar Lo-Johansson: Furstarna. Albert Bonniers, Stockholm, 1974. ISBN 91-0-039099-2

## Bilder

Porträtt av Kristina av Jacob Ferdinand Voet. Finns på Skoklosters slott.
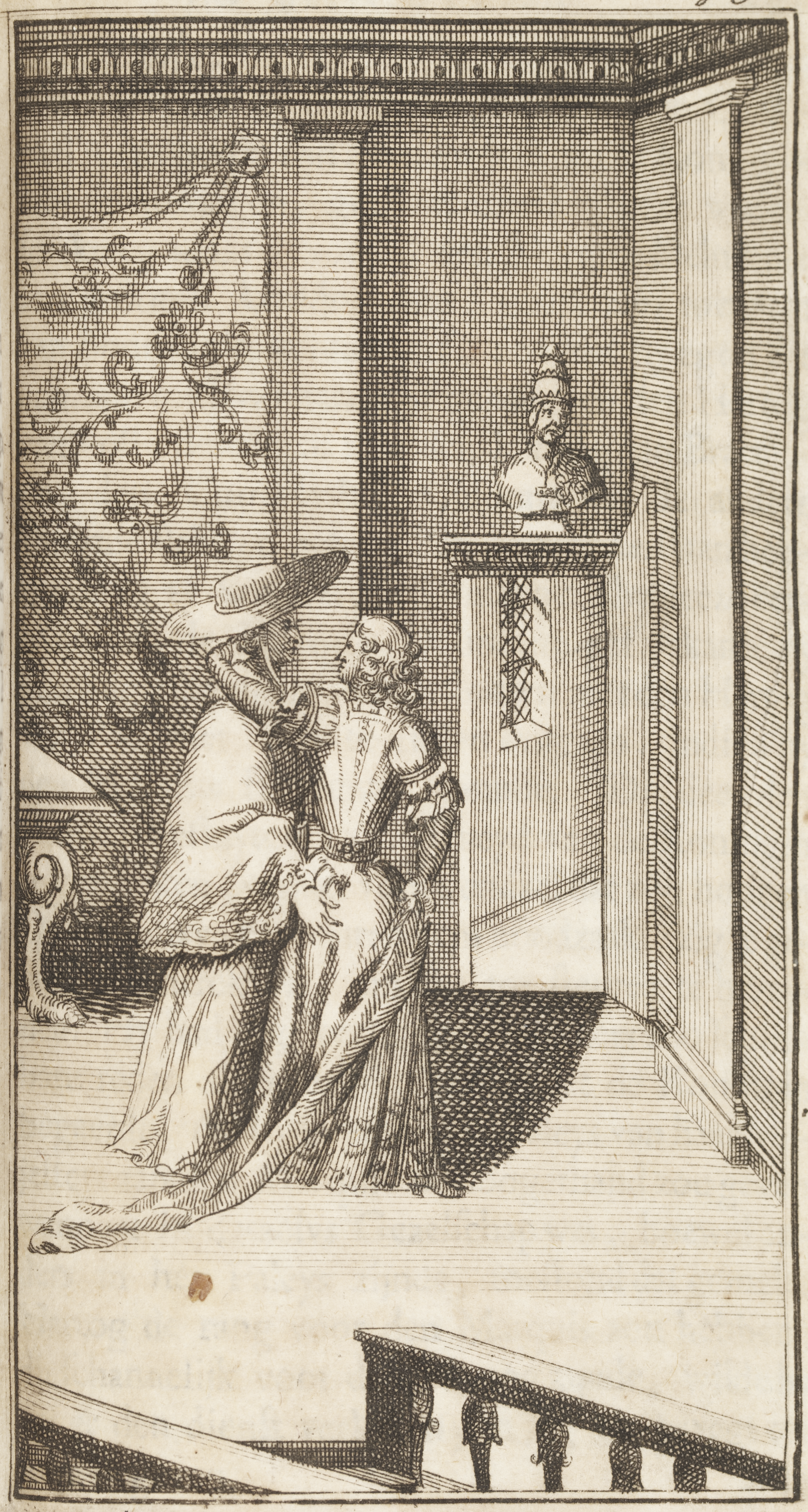
Gravyr av kardinal Azzolino och drottning Kristina i boken "Het leven en bedryf van Christina", 1697.
Gravyr ur boken "Het leven en bedryf van Christina", 1697.
Signetring som tillhört drottning Kristina av Sverige.
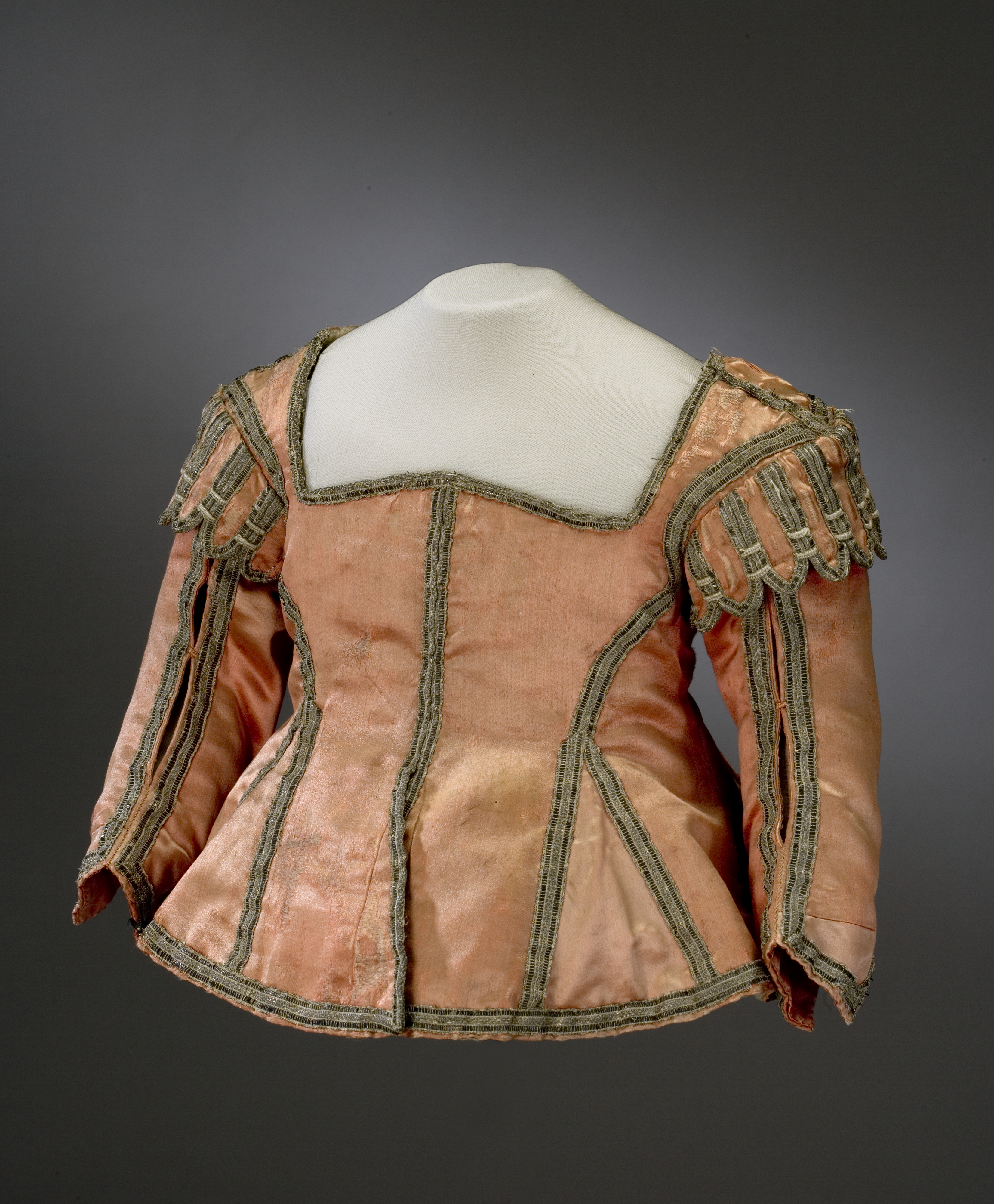
Klänningsliv som med största sannolikhet burits av drottning Kristina vid 2 års ålder.
Kröningssadel och schabrak använt av Kristina och senare Karl X Gustav.
Kröningsmantel i purpurfärgad sammet med märken efter broderade kronor som bortsprättades 1774.
Damsadel med pistolhölster.
Drottning Kristinas kröningshimmel, sjöjungfruer hållande riksnyckeln.
Drottning Kristinas kröningshimmel, spiran hållen av två lejon stående på bakbenen.
Drottning Kristina i jaspis, cirka 1650.

## Antavla
|                    |  |  |  |  |  |  |  |                                          |  |  |  |  |  |  |  |                                          |  |  |  |  |  |  |  | Gustav Vasa                                    |
|                    |  |  |  |  |  |  |  |                                          |  |  |  |  |  |  |  |                                          |  |  |  |  |  |  |  |                                                |
|                    |  |  |  |  |  |  |  |                                          |  |  |  |  |  |  |  | Kung Karl IX                             |  |  |  |  |  |  |  |                                                |
|                    |  |  |  |  |  |  |  |                                          |  |  |  |  |  |  |  |                                          |  |  |  |  |  |  |  |                                                |
|                    |  |  |  |  |  |  |  |                                          |  |  |  |  |  |  |  |                                          |  |  |  |  |  |  |  | Margareta Eriksdotter (Leijonhufvud)           |
|                    |  |  |  |  |  |  |  |                                          |  |  |  |  |  |  |  |                                          |  |  |  |  |  |  |  |                                                |
|                    |  |  |  |  |  |  |  | Gustav II Adolf                          |  |  |  |  |  |  |  |                                          |  |  |  |  |  |  |  |                                                |
|                    |  |  |  |  |  |  |  |                                          |  |  |  |  |  |  |  |                                          |  |  |  |  |  |  |  |                                                |
|                    |  |  |  |  |  |  |  |                                          |  |  |  |  |  |  |  |                                          |  |  |  |  |  |  |  | Hertig Adolph av Holstein-Gottorp              |
|                    |  |  |  |  |  |  |  |                                          |  |  |  |  |  |  |  |                                          |  |  |  |  |  |  |  |                                                |
|                    |  |  |  |  |  |  |  |                                          |  |  |  |  |  |  |  | Prinsessan Christine av Holstein-Gottorp |  |  |  |  |  |  |  |                                                |
|                    |  |  |  |  |  |  |  |                                          |  |  |  |  |  |  |  |                                          |  |  |  |  |  |  |  |                                                |
|                    |  |  |  |  |  |  |  |                                          |  |  |  |  |  |  |  |                                          |  |  |  |  |  |  |  | Lantgrevinnan Christine av Hessen-Kassel       |
|                    |  |  |  |  |  |  |  |                                          |  |  |  |  |  |  |  |                                          |  |  |  |  |  |  |  |                                                |
| Drottning Kristina |  |  |  |  |  |  |  |                                          |  |  |  |  |  |  |  |                                          |  |  |  |  |  |  |  |                                                |
|                    |  |  |  |  |  |  |  |                                          |  |  |  |  |  |  |  |                                          |  |  |  |  |  |  |  | Kurfurst Joachim Friedrich av Brandenburg      |
|                    |  |  |  |  |  |  |  |                                          |  |  |  |  |  |  |  |                                          |  |  |  |  |  |  |  |                                                |
|                    |  |  |  |  |  |  |  |                                          |  |  |  |  |  |  |  | Kurfurst Johann Sigismund av Brandenburg |  |  |  |  |  |  |  |                                                |
|                    |  |  |  |  |  |  |  |                                          |  |  |  |  |  |  |  |                                          |  |  |  |  |  |  |  |                                                |
|                    |  |  |  |  |  |  |  |                                          |  |  |  |  |  |  |  |                                          |  |  |  |  |  |  |  | Markgrevinnan Catharina av Brandenburg-Küstrin |
|                    |  |  |  |  |  |  |  |                                          |  |  |  |  |  |  |  |                                          |  |  |  |  |  |  |  |                                                |
|                    |  |  |  |  |  |  |  | Prinsessan Maria Eleonora av Brandenburg |  |  |  |  |  |  |  |                                          |  |  |  |  |  |  |  |                                                |
|                    |  |  |  |  |  |  |  |                                          |  |  |  |  |  |  |  |                                          |  |  |  |  |  |  |  |                                                |
|                    |  |  |  |  |  |  |  |                                          |  |  |  |  |  |  |  |                                          |  |  |  |  |  |  |  | Hertig Albrecht Friedrich av Preussen          |
|                    |  |  |  |  |  |  |  |                                          |  |  |  |  |  |  |  |                                          |  |  |  |  |  |  |  |                                                |
|                    |  |  |  |  |  |  |  |                                          |  |  |  |  |  |  |  | Hertiginnan Anna av Preussen             |  |  |  |  |  |  |  |                                                |
|                    |  |  |  |  |  |  |  |                                          |  |  |  |  |  |  |  |                                          |  |  |  |  |  |  |  |                                                |
|                    |  |  |  |  |  |  |  |                                          |  |  |  |  |  |  |  |                                          |  |  |  |  |  |  |  | Prinsessan Maria Eleonora av Jülich-Cleve-Berg |
|                    |  |  |  |  |  |  |  |                                          |  |  |  |  |  |  |  |                                          |  |  |  |  |  |  |  |                                                |